# Ansoáin

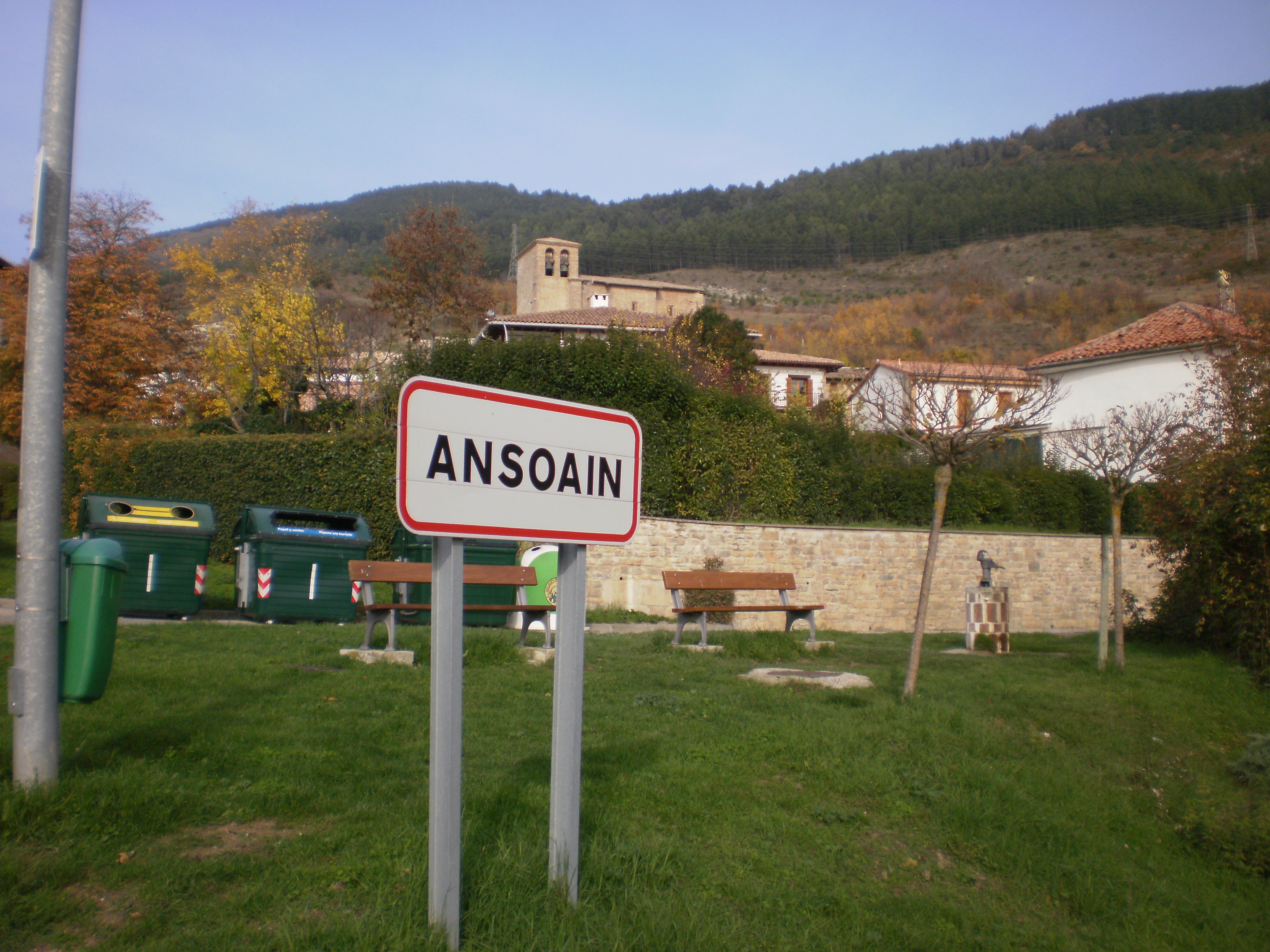
Cartel con el nombre de Ansoáin a la entrada del casco viejo

Ansoáin (cooficialmente en euskera: Antsoain) es un municipio español de la Comunidad Foral de Navarra, situado al norte de la Cuenca de Pamplona, en la merindad de Pamplona y a 4 km del centro de la capital Pamplona.
El municipio está formado por dos núcleos de población: El Casco Antiguo o Pueblo Viejo situado a las faldas del monte Ezcaba o San Cristóbal que conserva la fisonomía característica de un pequeño pueblo del norte de Navarra y el Casco Nuevo, principal núcleo de población y lugar donde se concentran los servicios, el cual está situado en la parte llana, contiguo a la capital, concretamente entre los barrios de la Rochapea, la Chantrea y Ezcaba.
Cuenta con una población de 10 641 habitantes (INE 2024). Su proximidad con el entorno urbano de la capital ha tenido como consecuencia que la localidad experimentara un gran aumento demográfico a partir de 1965, pasando además de ser una población rural a una industrial propia de la cuenca. Esto motivó a que en 1991 dejara de ser uno de los doce concejos de la Cendea homónima, segregándose de la misma y constituyéndose como municipio independiente (Decreto Foral 87/1991, de 14 de marzo, publicado en el BON 34/1991). Además esa proximidad también motiva que comparta muchos servicios que son gestionados por un ente local como es la Mancomunidad de la Comarca de Pamplona como pueden ser el transporte urbano, el abastecimiento de agua, alcantarillado, residuos y gestión del servicio de taxis y de que se beneficie directamente de las infraestructuras sanitarias, de transporte público y educativas, etc., con que está dotada la capital.

## Toponimia
Ansoáin pertenece a la serie de topónimos vasco-navarros que tienen una terminación en -ain. Julio Caro Baroja defendía que la mayor parte de estos topónimos, derivaban de un antropónimo unido al sufijo latino -anum. En muchas regiones del antiguo Imperio romano, el sufijo acusativo -anum unido a un nombre personal formaba el nombre de las posesiones rústicas denominadas fundus. Este nombre solía ser el del propietario original del fundus, ya que luego si cambiaba de poseedor el nombre del fundus solía mantenerse invariable. Siguiendo esta hipótesis las poblaciones vasco-navarras con sufijo -ain o -ano remontarían su origen a asentamientos rurales de la Época Romana o de la Antigüedad Tardía y Edad Media, que hubiesen mantenido pautas de nombrar las propiedades heredadas de la época romana.
En el caso de Ansoáin el topónimo tendría su origen en los antropónimos Sancius o San(t)so, es decir Sancho, muy extendido en la Navarra medieval. Durante la Edad Media tanto la localidad como la cendea, figuraron como Sansoáin (con diferentes grafías). Como existían varias localidades con el mismo nombre en el Reino de Navarra, para diferenciarlas era habitual citar el valle al que pertenecían o una población cercana. De esta forma las otras localidades que tenían este mismo nombre se citaban como: Sansoayn juxta Montem Regalem (1270); Sansoáin de Orba (1094); Sansoang prope villam Artasso (1104). La de la Cuenca de Pamplona, fue citada como: Sansoain prope Artiga (1204), Sansoayn d’Artiga (1270) y "Sansoayn prope Pampilonam" (1274). Fue en el siglo XV cuando se perdió la consonante inicial por disimilación, quedándose el nombre como Ançoainn, (1427). Esta forma primitiva de nombrar tanto el lugar como la cendea, ha ido evolucionando a las dos formas actualmente existentes.
El nombre oficial del municipio es desde el 19 de enero de 2009 Ansoáin en castellano y Antsoain en euskera. El gentilicio es antsoaindarra, aplicable tanto en masculino como en femenino.

## Símbolos

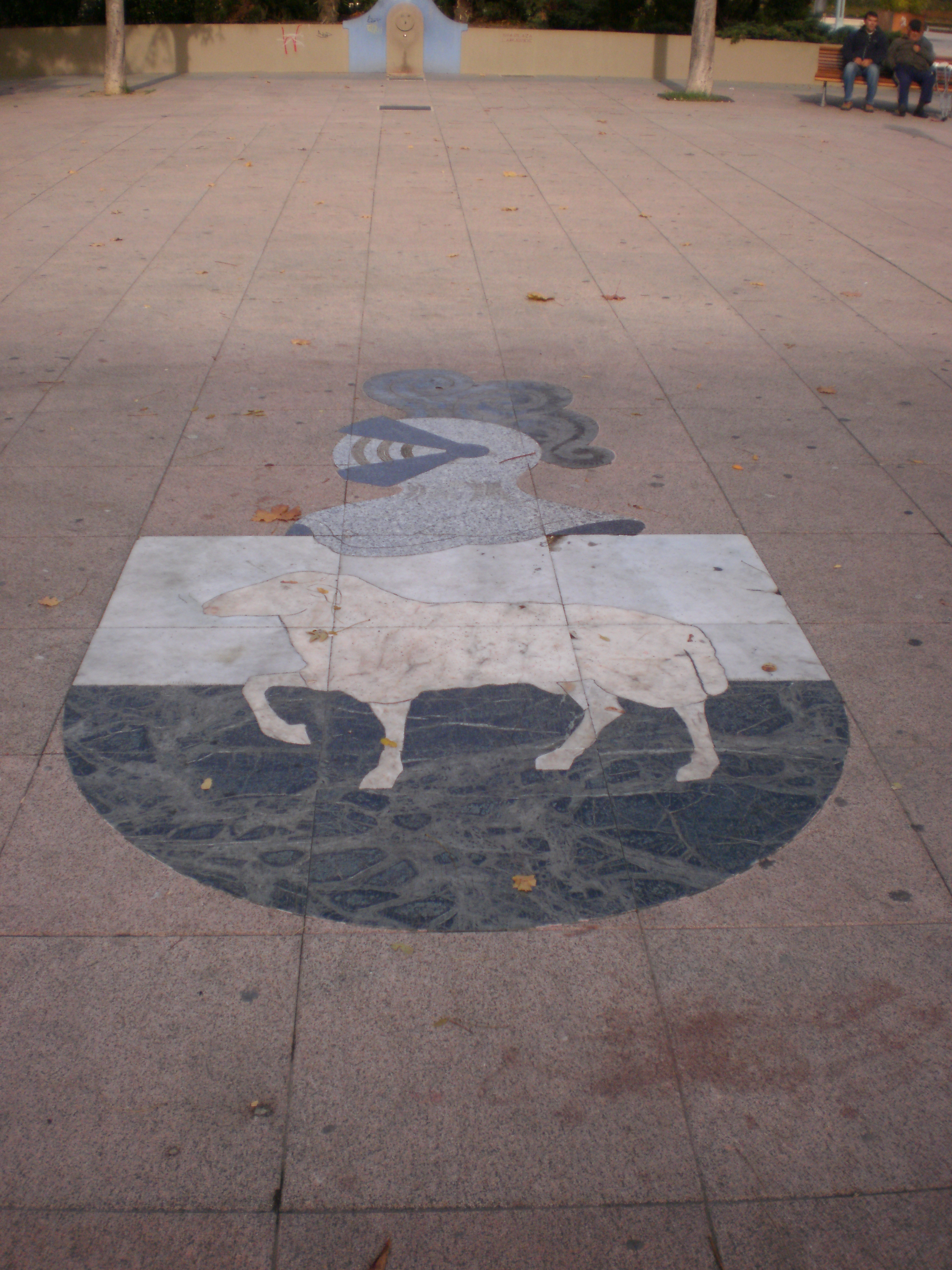
Mosaico del escudo de Ansoáin de la plaza Lapurbide

El municipio de Ansoáin tiene por símbolos una bandera y un escudo de armas.
Bandera
La bandera está formada por un paño rojo de proporción 2/3 con el escudo del ayuntamiento en el centro.
Escudo
El municipio de Ansoáin adoptó al segregarse de la Cendea de Ansoáin las mismas armas de esta, que ya había utilizado como concejo. Este escudo tiene el siguiente blasón:

Trae de azur y un cordero de plata terrazado de sínople.

Este blasón puede hacer referencia a la fama de sus rebaños en toda Navarra. El cordero es símbolo heráldico muy extendido y a pesar de su inocencia y aspecto pacífico, en la antigüedad fue anuncio de guerras, ya que las hostilidades comenzaban tras ser arrojado uno de estos animales en las fronteras enemigas. Este escudo con las mismas armas es usado también por el municipio de Berrioplano y en el escudo de Berriozar permanecen estas armas en uno de sus cuarteles. Ambos municipios también formaron parte de la Cendea de Ansoáin.

## Geografía
El término municipal de Ansoáin, La localidad, está contigua a la ciudad de Pamplona y comprende dos zonas diferentes por un lado la del norte, es más alta y ocupa la falda del monte Ezcaba o San Cristóbal. La del sur, más llana, llega hasta las proximidades del río Arga cerca de la iglesia de Capuchinos (Pamplona). Su término municipal limita con el Valle de Ezcabarte por el norte, con Pamplona por el sur (barrios de Rochapea y Chantrea) y este (barrio de Ezcaba) y con el término municipal de Berrioplano (concejo de Artica) por el oeste.
| Noroeste: Berrioplano (Artica)             | Norte: Ezcabarte                      | Nordeste: Pamplona                        |
| Oeste: Berrioplano (Artica)                |                                       | Este: Pamplona (Barrio de Ezcaba)         |
| Suroeste: Pamplona (barrio de la Rochapea) | Sur: Pamplona (barrio de la Rochapea) | Sureste: Pamplona (barrio de la Chantrea) |

### Relieve e hidrografía

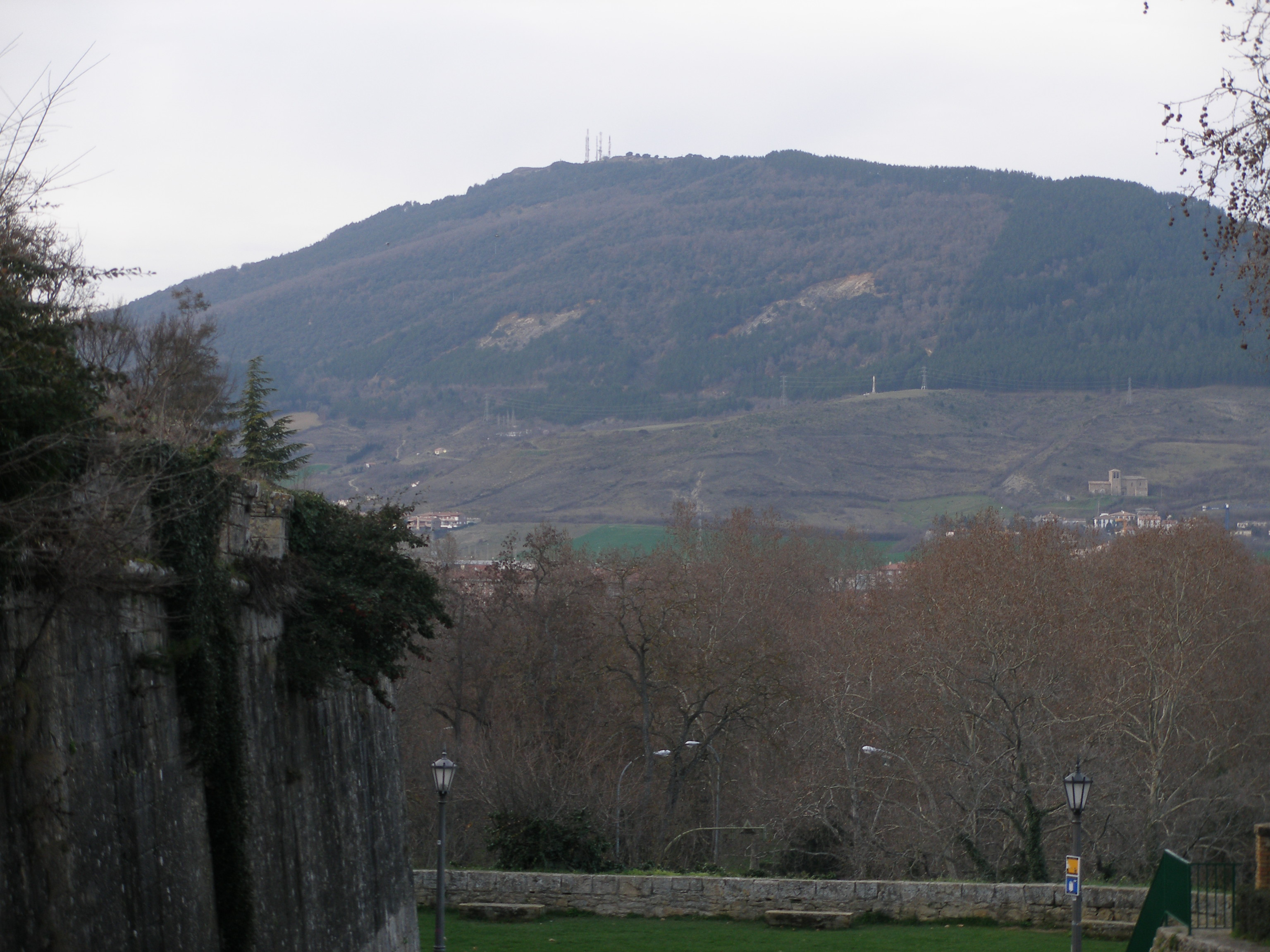
Monte Ezcaba o San Cristóbal

El terreno es en general irregular. Dentro del término municipal se diferencian dos zonas: Por un lado la que comprende el monte Ezcaba o San Cristóbal en el norte y por otro la parte sur que es llana y está dentro de la planicie de la Cuenca de Pamplona. En la primera parte mencionada, quedan vestigios de unas antiguas canteras. Las laderas del monte más próximas a la localidad, estuvieron en antaño cultivadas de viñas. La zona llana, en otros tiempos ha sido denominada coloquialmente como Zelaia o Playa. Esta llanura estuvo cultivada de cereal y actualmente (2009) está prácticamente urbanizada. Entre ambas partes, en las faldas del monte se encuentra el pueblo viejo, en un paraje abrigado del cierzo (viento del norte).
Por su término, pasan dos arroyos de cierta importancia, como el Ballariáin. Este va a desembocar en el curso principal del Arga.

### Geología
El municipio de Ansoáin, desde el punto de vista geológico está situado en la Cuenca Terciaria de Jaca-Pamplona. Los materiales que afloran pertenecen a dos períodos geológicos diferenciados: Terciario compuesto por calcarenitas y margas; y cuaternario compuesto por gravas, arenas y limos, que son los elementos propios de las terrazas escalonadas del río Arga. En cuanto al tipo de suelo se puede diferenciar por un lado el del monte Ezcaba o San Cristóbal definido como cambisol eutríco que se desarrolla sobre calizas y en la parte llana cambisol cálcico este último tipo de suelo tiene la característica de ser pesado y profundo y de encharcarse con facilidad.

### Clima

Climograma de la Cuenca de Pamplona (Aeropuerto)

El municipio está situado en una zona de transición entre el clima Atlántico caracterizado por se cálido y húmedo y el mediterráneo caracterizado por ser seco y cálido. Además el clima de la zona tiene características propias del continental (temperaturas extremas no suavizadas por el mar). En su conjunto se podría definir al clima como submediterráneo. La temperatura media anual está alrededor de 12 °C.
Los inviernos se caracterizan por ser bastante fríos, mientras que los veranos son cálidos, pero sin llegarse a temperaturas extremas. El total de pluviosidad a lo largo del año rondan los 1000 mm. La época que presenta un menor índice de precipitaciones es el verano.
Durante el periodo 1975-2000, la estación de referencia de Pamplona-Aeropuerto de la Agencia Estatal de Meteorología (AEMET) registró unos valores medios anuales de temperatura de 12,5 °C y una precipitación media de 721 mm. En ese mismo periodo, el número medio anual de días despejados fue 58, el número de días medios anuales de helada fue 42, mientras que el número de horas de sol fueron 2201.
| Registros históricos del observatorio del Aeropuerto de Pamplona (1971-2000) | Registros históricos del observatorio del Aeropuerto de Pamplona (1971-2000) | Registros históricos del observatorio del Aeropuerto de Pamplona (1971-2000) | Registros históricos del observatorio del Aeropuerto de Pamplona (1971-2000) | Registros históricos del observatorio del Aeropuerto de Pamplona (1971-2000) | Registros históricos del observatorio del Aeropuerto de Pamplona (1971-2000) | Registros históricos del observatorio del Aeropuerto de Pamplona (1971-2000) | Registros históricos del observatorio del Aeropuerto de Pamplona (1971-2000) | Registros históricos del observatorio del Aeropuerto de Pamplona (1971-2000) | Registros históricos del observatorio del Aeropuerto de Pamplona (1971-2000) | Registros históricos del observatorio del Aeropuerto de Pamplona (1971-2000) | Registros históricos del observatorio del Aeropuerto de Pamplona (1971-2000) | Registros históricos del observatorio del Aeropuerto de Pamplona (1971-2000) | Registros históricos del observatorio del Aeropuerto de Pamplona (1971-2000) |
| 1975-2000                                                                    | Ene                                                                          | Feb                                                                          | Mar                                                                          | Abr                                                                          | May                                                                          | Jun                                                                          | Jul                                                                          | Ago                                                                          | Sep                                                                          | Oct                                                                          | Nov                                                                          | Dic                                                                          | Año                                                                          |
| ---------------------------------------------------------------------------- | ---------------------------------------------------------------------------- | ---------------------------------------------------------------------------- | ---------------------------------------------------------------------------- | ---------------------------------------------------------------------------- | ---------------------------------------------------------------------------- | ---------------------------------------------------------------------------- | ---------------------------------------------------------------------------- | ---------------------------------------------------------------------------- | ---------------------------------------------------------------------------- | ---------------------------------------------------------------------------- | ---------------------------------------------------------------------------- | ---------------------------------------------------------------------------- | ---------------------------------------------------------------------------- |
| Temperatura media (°C)                                                       | 5,0                                                                          | 6,5                                                                          | 8,6                                                                          | 10,2                                                                         | 14,0                                                                         | 17,5                                                                         | 20,7                                                                         | 20,9                                                                         | 18,0                                                                         | 13,6                                                                         | 8,6                                                                          | 6,0                                                                          | 12,5                                                                         |
| Temperatura máxima media (°C)                                                | 8,9                                                                          | 11,1                                                                         | 14,0                                                                         | 15,5                                                                         | 19,8                                                                         | 23,9                                                                         | 27,6                                                                         | 27,8                                                                         | 24,4                                                                         | 18,7                                                                         | 12,8                                                                         | 9,7                                                                          | 17,8                                                                         |
| Temperatura mínima media (°C)                                                | 1,2                                                                          | 1,9                                                                          | 3,3                                                                          | 4,9                                                                          | 8,2                                                                          | 11,2                                                                         | 13,7                                                                         | 14,0                                                                         | 11,7                                                                         | 8,4                                                                          | 4,3                                                                          | 2,4                                                                          | 7,1                                                                          |
| Precipitación (mm)                                                           | 63                                                                           | 52                                                                           | 52                                                                           | 77                                                                           | 74                                                                           | 47                                                                           | 40                                                                           | 43                                                                           | 43                                                                           | 74                                                                           | 80                                                                           | 75                                                                           | 721                                                                          |

En el observatorio de Pamplona, los valores de temperatura y precipitación extremos fueron registrados entre 1885 y 1931:
| Concepto                              | Valor numérico | Fecha                   |
| ------------------------------------- | -------------- | ----------------------- |
| Precipitación máxima en un día (l/m²) | 180 l/m²       | 8 de septiembre de 1928 |
| Temperatura máxima absoluta (°C)      | 39,0 °C        | 12 de julio de 1931     |
| Temperatura mínima absoluta (°C)      | -18,0 °C       | 20 de enero de 1885     |

En el observatorio de Pamplona-Aeropuerto, muy cercano al municipio, los valores extremos de temperatura fueron registrados el 8 de julio de 1982 (+41,2 °C) y el 12 de enero de 1985 (-16,2 °C). La máxima precipitación en un día registrada alcanzó los 107,4 l/m² el 9 de octubre de 1979.

### Flora y fauna
Flora

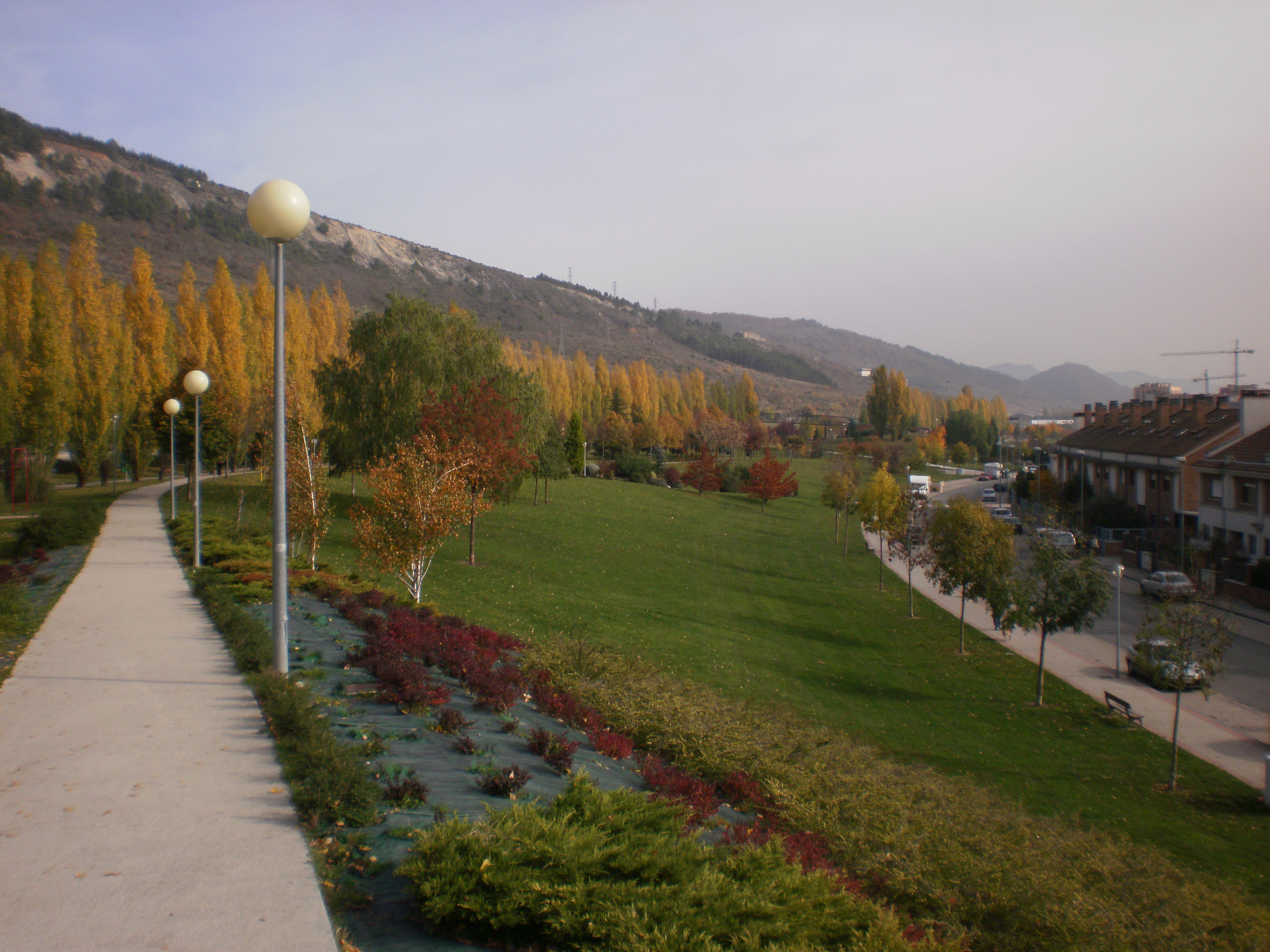
Zona verde junto a la Ronda de Pamplona

Biogeográficamente la localidad se encuentra en el distrito Navarro-Alavés de la provincia Atlántico europea, en la Región Eurosiberiana. Respecto al bioclima toda su comarca pertenece al piso bioclimático subtemplado inferior de ombroclima húmedo donde la vegetación potencial corresponde al robledal de Quercus pubescens, sobre todo en forma de series de transición entre el hayedo y el robledal de Quercus pyrenaica. Sin embargo, el paisaje ha sufrido grandes alteraciones debido a la acción humana (antropismo). La mayor parte de la zona no urbanizada está formada por matorrales y pastizales. Las zonas boscosas se localizan en la parte del monte. En 1989 contaba con 600 hectáreas de bosque. Estos están formados fundamentalmente por repoblaciones de coníferas. Entre el arbolado, las especies más numerosas son el pino laricio (Pinus nigra) y el quejigo.
Dentro de la zona urbanizada también se encuentran diferentes especies de árboles, localizándose la mayor variedad de especies en la zona verde que está paralela a la Ronda. Las especies más numerosas son el castaño y el sauce llorón.
Fauna
En cuanto a la fauna se puede distinguir por un lado la del monte Ezcaba o San Cristóbal, que presenta un gran número ecosistemas y la de la zona urbana, cuya fauna se encuentra especialmente ligada a los elementos antrópicos.
En la parte del monte, las aves son la fauna predominante. La mayor densidad de estas se encuentra en los quejigales cuya densidad supera los 100 individuos por hectárea, en los encinares donde su densidad puede alcanzar unos 60 individuos por hectárea y en los pinares con 110 individuos por hectárea. Entre las diversas especies de aves podemos encontrar: Erithacus rubeculas, chochines, pinzones, mirlos, urracas, reyezuelos listados, carboneros (común y garrapinos), cucos, palomas (zuritas, bravías y torcaces), tórtolas comunes, oropéndolas, verdecillos, jilgueros, milanos negros, milanos reales, águilas culebreras, gavilanes, ratoneros comunes, águilas calzadas, cernícalos vulgares y alcotanes. Entre especies de mamíferos podemos encontrar ardillas, jabalíes, zorros y de vez en cuando aparecen algunos ciervos.

### Medio ambiente

Esquema de los tres pilares del desarrollo sostenible

Una de las causas de la contaminación atmosférica en la localidad está producida por el tráfico rodado. La dispersión de contaminantes es, en general, buena, pero como sea que la velocidad del viento es normalmente baja reduce la dispersión horizontal de los mismos, tendiendo los contaminantes generados a acumularse en el núcleo urbano. La contaminación se encuentra por debajo de los niveles recomendados por las últimas directivas de la Unión Europea y de la Organización Mundial de la Salud y los niveles de contaminación han ido disminuyendo entre 1990 y 1999.
La Agenda 21
El programa Agenda 21 está concebido para mejorar el medio ambiente y el desarrollo sostenible en las ciudades. El Ayuntamiento de la localidad asumió la realización de una Agenda 21 propia.
Indicadores de sostenibilidad
Los 21 indicadores de sostenibilidad están clasificados en cuatro categorías: social, económica, ambiental e institucional, y 12 áreas temáticas. En la categoría medioambiental figuran los siguientes indicadores:
- Usos del territorio
- Movilidad y transporte
- Recursos naturales
- Residuos
- Contaminación atmosférica
- Sostenibilidad global
- fEducación ambiental[19]

### Urbanismo
Evolución Urbanística

Plano de Ansoáin

En el municipio de Ansoáin está formado por dos núcleos: El casco nuevo o pueblo nuevo, situado en una planicie de la comarca de Pamplona y el Caco Antiguo o Pueblo Viejo: Enclavado en las faldas del monte Ezcaba o San Cristóbal
El segundo de ellos apenas ha experimentado un crecimiento en los últimos siglos, mientras que el primero comenzó a construirse a mediados de los años 60 y 70, coincidiendo con la afluencia población que vino atraída del desarrollo industrial de la cuenca de Pamplona. Después de permanecer anclado el desarrollo urbano durante los años 80 en los que apenas se edificó, este comenzó una nueva expansión y desarrollo a partir de 1991 cuando el antiguo concejo se segrega de la cendea de Ansoáin y se constituye como municipio. Este desarrollo urbano ha permaneciendo imparable hasta nuestros días, llegándose a ocupar casi la totalidad de la parte llana del municipio. El núcleo urbano se puede dividir en la parte residencial, otra parte dedicada al uso industrial y de servicios además de una amplia zona verde que atraviesa el municipio de este a oeste paralela a la Ronda de Pamplona.
Las características de la zona que se desarrolló entre los años 60 y 70 se diferencia claramente en su planeamiento urbano con la que se ha desarrollado en los últimos años, caracterizándose la primera por un mayor predominio vertical en las edificaciones y un menor espacio dedicado a vías públicas, consecuencia de las malas planificaciones urbanísticas de finales de los 70. El segundo en cambio las edificaciones son de menor altura, incluso hay una zona de viviendas unifamiliares y una mayor superficie destinada a vía pública de la cual una buena parte se ha dedicado a plazas y zonas verdes. Paralelamente también se ha dotado a la localidad de más servicios públicos como son las nuevas instalaciones deportivas, la casa de la juventud o el teatro municipal.
Principales calles la localidad

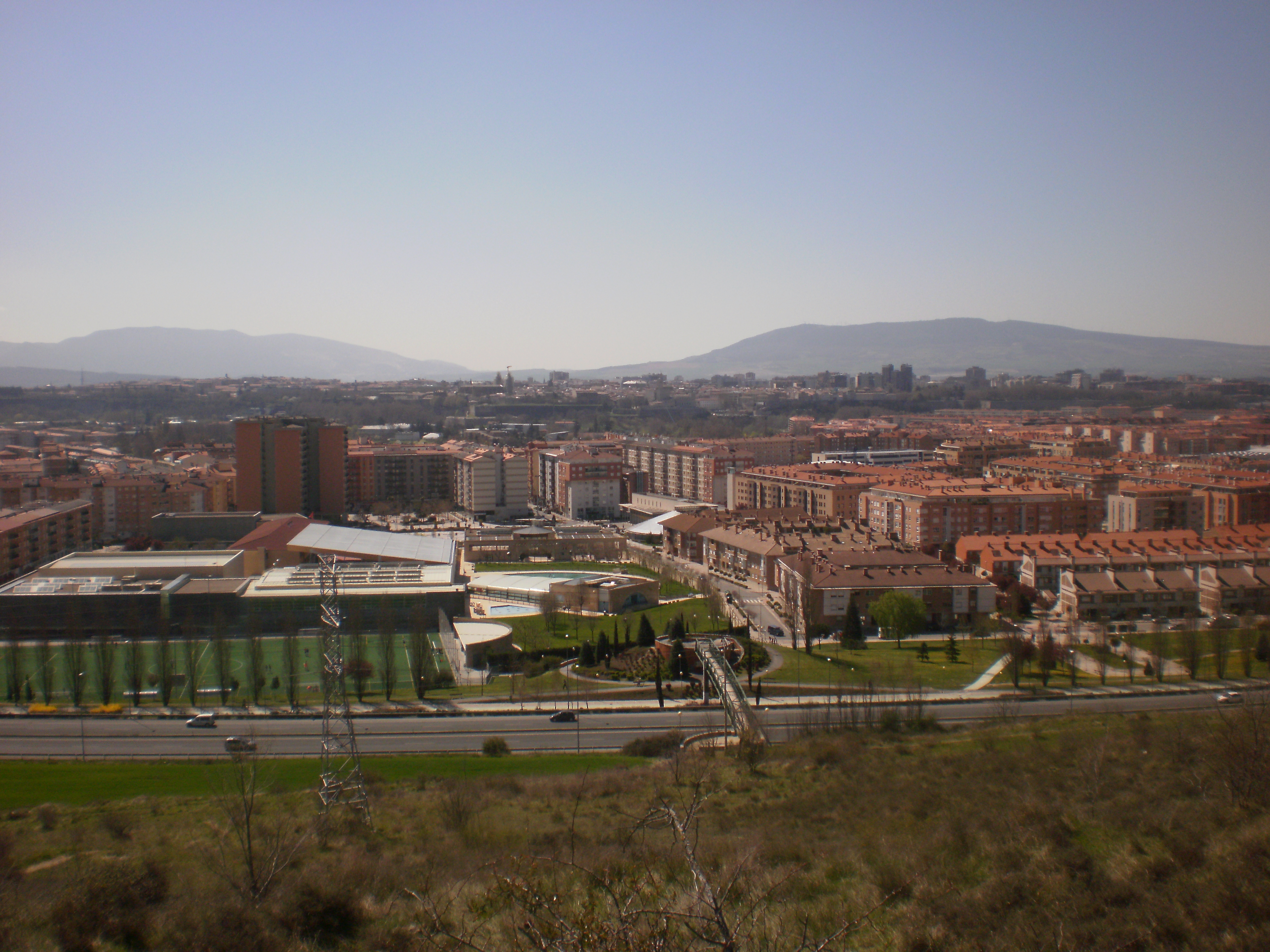
Vista panorámica del núcleo urbano desde el monte Ezcaba o San Cristóbal. En segundo término la ciudad de Pamplona y al fondo las sierras de Alaiz y El Perdón

La avenida Hermanos Noáin, por donde hasta los años cincuenta circuló el Ferrocarril Pamplona-Sangüesa "El Irati", es el eje principal y atraviesa el término de oeste a este. Otros ejes importante son la carretera de Ansoáin (carretera del Pueblo Viejo) que separa la zona industrial de la residencial y la calle Divina Pastora, ambas son los principales ejes de comunicación de la localidad con la Ronda Norte y con Pamplona a través de las avenidas de Villava y Marcelo Celayeta, completándose con las calles Ostoki y Arturo Campión. También destacar la calle Lapurbide que durante años ha sido el principal eje horizontal y la calle Canteras que sigue el trazado de un primitivo camino que comunicaba Pamplona con las antiguas canteras del monte San Cristóbal.

## Historia

### Prehistoria
En el territorio que históricamente ha ocupado Navarra, la transición del paleolítico al neolítico-bronce fue lenta y paulatina desde el 5000 a. C. hasta el 1000 a. C. que comienza el periodo del hierro céltico.
Las condiciones de la Cuenca han favorecido el asentamiento humano desde el inicio de los tiempos. Los hallazgos de Industria lítica (herramientas de piedra) que se han realizado en las terrazas del río Arga dan testimonio de la ocupación humana de estas tierras hace 75 000 años. Durante una excavación realizada entre los años 2001-2003 en la plaza del Castillo situada en la vecina ciudad de Pamplona, se encontró un menhir, que no se ha logrado datar.
La cultural y el idioma de aquella población, que posteriormente se denominarán vascones, está relacionada con la civilización Ligur e Íbera y en general con las civilizaciones preclásicas mediterráneas como la micénica en península Helénica, minoica del Egeo, etrusca en la Itálica, bereber en el norte de África o la íbera del Cáucaso.
El vascuence o euskera ha sobrevivido en este territorio como vestigio de aquella civilización europea desaparecida tras las invasiones célticas y el desarrollo posterior de las civilizaciones clásicas griega y romana.
La relación e integración del Ager Vasconum, agrícola, y el Saltus Vasconum, ganadero, mediante las cañadas reales, nacidas en la trashumancia del neolítico, vertebraron el territorio de los vascones.

### Edad Antigua

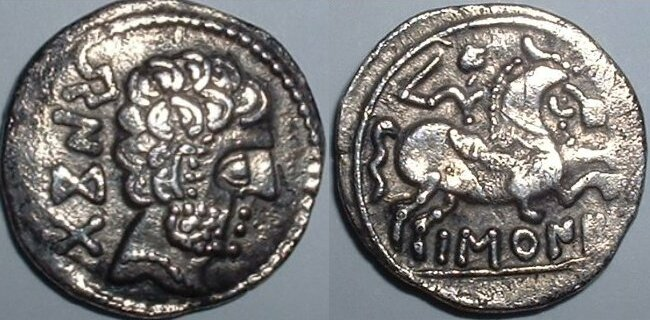
Anverso y reverso de la moneda íbera con la inscripción Barscunes

Los primeros contactos de vascones y romanos pueden situarse en el siglo II a. C. Ya en 179 a. C. Tiberio Sempronio Graco funda Graccurris (Alfaro) en territorio vascón, la intensidad de los contactos aumenta durante las Guerras Sertorianas, Pompeyo se retira a estas tierras como retaguardia y funda Pompaelo (en el alto que actualmente ocupa la catedral) en el 79 a. C., junto a un asentamiento indígena (en el alto que hoy ocupa el archivo de Navarra que en la Edad Media se conoció como Burgo de San Miguel).
No hay noticias de conflicto en el contacto de ambas culturas, a diferencia de lo ocurrido con otros grupos étnicos. La construcción de calzadas, el establecimiento de pesos y medidas, y en general el orden romano, fomentó el comercio. En este sentido tuvo gran actividad la emisión de moneda de la ceca “Barskunes”. El hecho de emitir moneda, no frecuente en la península, denota la existencia de una civitas, que en el derecho romano da idea de una unidad organizada autónoma. En agricultura se inició el cultivo de la vid y el olivo y se implantaron nuevas tecnologías como el arado.
En general la romanización de la zona fue intensa como lo acreditan los vestigios arqueológicos encontrados en Pamplona
Es muy probable que la relación pacífica con los romanos provenga del respeto y reconocimiento romano a la civitas vascona, que sus sucesores visigodos no continuaron. Los quinientos años de romanización supusieron para los vascones un gran desarrollo, expansión geográfica, demográfica y económica.

### Edad Media

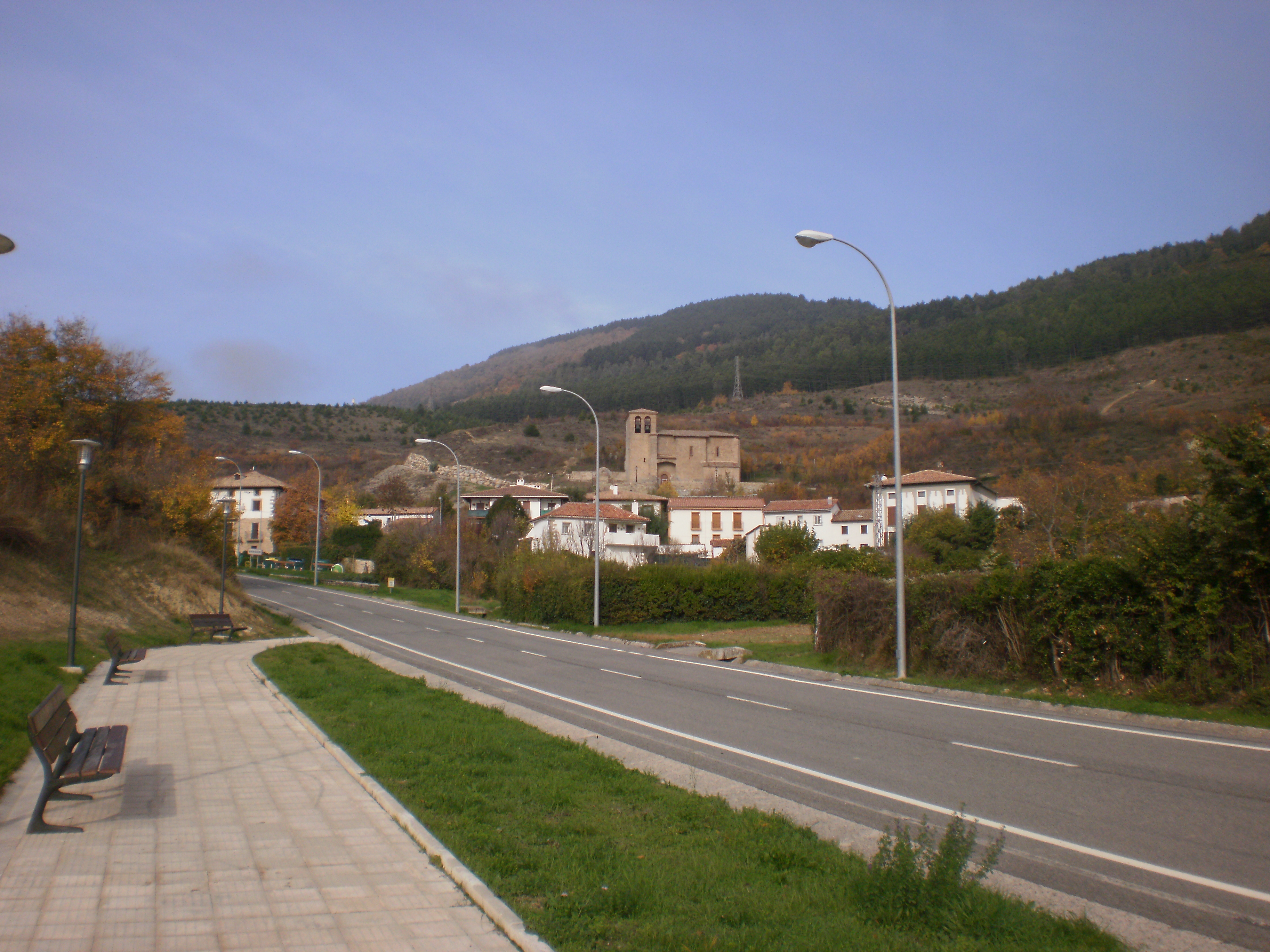
Casco viejo

Mapa de la cendea de Ansoáin dividido en concejos

En el siglo IV el poder romano es sustituido por el visigodo, pero estos, al contrario de los romanos, no consiguieron lograr una buena relación con los vascones. Pamplona fue sede episcopal de la iglesia visigoda, y en ella residieron visigodos por las necrópolis de la época que se han hallado. Los musulmanes tendrían también presencia en el intervalo entre los siglos IV y IX. La mala relación entre vascones y visigodos ha dado pie a una cierta polémica sobre la presencia de estos en el entorno de la cuenca.
Tras los episodios visigodos, musulmanes y carolingios, en la segunda mitad del siglo IX la cuenca se afianza en el emergente núcleo cristiano. La dinastía Jimena, en el siglo X, vertebró este movimiento social y político y da lugar al Reino de Pamplona, que tras la toma de Nájera pasaría a denominarse Reino de Pamplona - Nájera, que daría paso en 1164 al Reino de Navarra.
Ansoáin fue un lugar de la cendea homónima. La cendea de Ansoáin aparece citada por primera vez como tal en 1427, en el libro de Fuegos de la Merindad de Pamplona y las Montañas, (Archivo General de Navarra). En él aparecen las diversas Cendeas de la Cuenca de Pamplona. La justicia ordinaria la ejercía el diputado de la cendea, cuyo cargo se turnaba por las casas de todos los pueblos. En cada uno de estos había regidores por el mismo turno de casas. La jurisdicción criminal pertenecía a la real corte. La Cendea de Ansoáin pagaba la pecha llamada babakorra. Según el Apeo de 1366, el lugar de Ansoáin contaba con cuatro fuegos. En este apeo, la Cendea de Ansoáin junto con las de Iza, Cizur y Galar aparecen bajo la denominación general de Cuenca de Pamplona, correspondiéndole pagar un cupo de 40 000 florínes.

### Edad Moderna
Tras la conquista de Navarra por las tropas de Fernando el Católico en 1512 y la consecuente incorporación de esta a la Corona de Castilla en 1515, la cendea de Ansoáin se mantuvo como tal, sin ninguna modificación de sus límites. La cendea estaba compuesta por doce lugares: Ansoáin, Aizoáin, Añézcar, Artica, Ballariáin, Berrioplano, Berriosuso, Berriozar, Elcarte, Larragueta, Loza y Oteiza. En 1543, el Virrey y Capitán General de Navarra, Juan de Vega, ordena a los de Ansoáin y otros lugares que estén apercibidos para acudir armados a donde les mandase el Señor de Sarría. En la localidad contó con un palacio de cabo de Armería (aún conservado), a cuyo propietario se le dio en 1614 asiento en las Cortes de Navarra Durante la guerra de la Convención, en 1794, la vecina sufrió el saqueo del ejército francés en sus intentos de tomar la ciudad de Pamplona que no llegaron a conseguir. En 1808 las tropas de Napoleón la controlaron desde febrero, e hicieron de la ciudad vecina una de sus principales plazas manteniéndola en su poder hasta 1813.

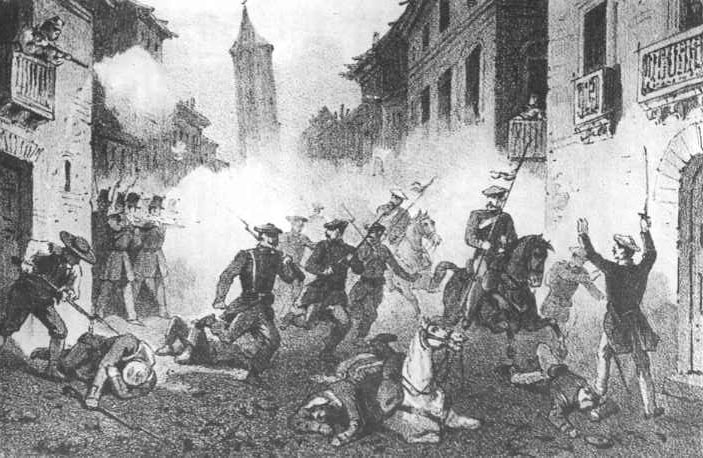
Primera guerra carlista

### Edad Contemporánea
Guerra de la independencia
Durante la Guerra de la independencia, de la Cendea de Ansoáin salieron 27 voluntarios a las guerrillas que luchaban contra la ocupación francesa. Entre estos hubo 8 bajas y 2 fueron deportados a Francia. En diciembre de 1811 Espoz y Mina decreto la prohibición de abastecer a la ciudad de Pamplona amenazando con represalias a los que no cumplieran dicha orden. Esto puso en una situación comprometida a las localidades próximas a la capital como Ansoáin y sufrieron saqueos y multas por parte de los franceses. Ansoáin también es citado entre varias localidades morosas, que no realizaban sus contribuciones asignadas a las tropas francesas en el almacén de Tafalla, la lejanía a dicha ciudad donde se encontraba la guarnición francesa fue determinante de cara a temer menos las posibles represalias.
Guerras carlistas

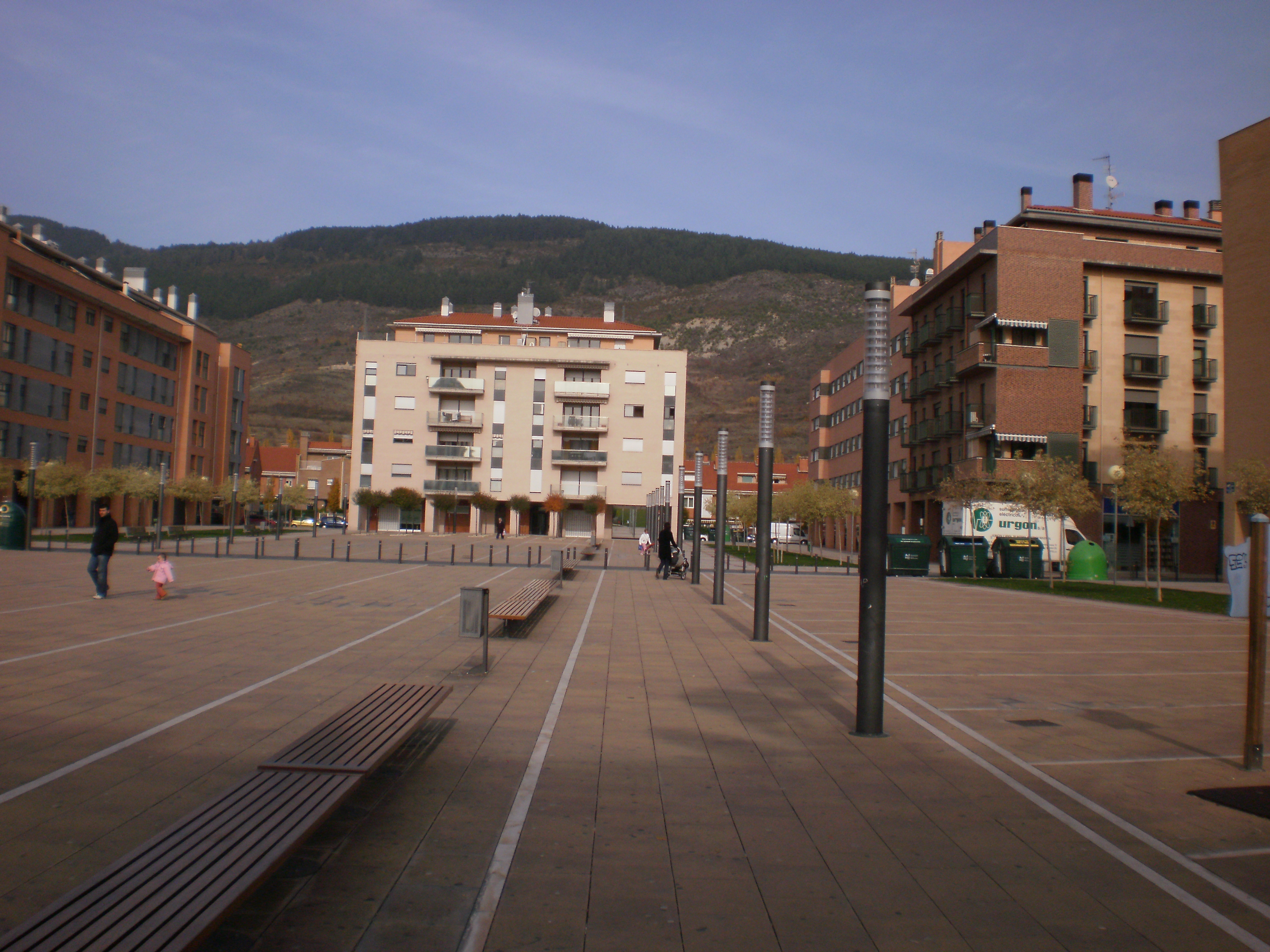
Plaza Rafael Alberti

En 1835, en el transcurso de la primera guerra carlista, el virrey interino de Navarra publicó un edicto mandando a los de las localidades de Zizur Mayor, Berriozar, Berrioplano, Berriosuso, Ansoáin y Artica a entregar como multa, el doble de la cantidad de frutos que habían entregado estas localidades a las tropas carlistas.

Esta cantidad debía satisfacerse entre su vecindario y clero, por partes iguales, y que, en caso de no hacerlo, serían conducidos presos los curas párrocos, alcalde o regidor de más influencia y el recaudador, y que permanezcan así hasta cubrir la suma.

 En la primera mitad del siglo XIX con la irrupción del liberalismo la Cendea de Ansoáin se constituye administrativamente en un municipio
Guerra civil
Durante la Guerra Civil, en el cercano Fuerte de San Cristóbal, llegaron a contabilizarse cerca de 5000 presos, registrándose más de 700 fallecidos en el periodo comprendido entre 1936 y 1945, aunque su número exacto no se conoce con precisión debido a que muchos fueron fusilados y enterrados en fosas comunes. Muchos de los fallecidos, fueron enterrados en cementerios de la Cendea de Ansoáin y concretamente en el cementerio de la localidad fueron enterrados 20.
Dictadura franquista
Hacia 1966, comienza el desarrollo del casco urbano situado en la parte sur del término municipal, paralelamente al desarrollo de Pamplona y otras localidades de la cuenca, consecuencia del alto desarrollo industrial que sufrió el entorno de la capital a partir del Plan de promoción industrial de Navarra (PPI), iniciado por la Diputación Foral de Navarra en 1964, que atrajo una gran cantidad de población de otros puntos de Navarra y de España. Actualmente (2009) es en esta zona donde se ubican todos los servicios del municipio y el mayor núcleo de población.
Etapa democrática
El final de franquismo vino paralelo a la finalización del proceso de expansión urbana que comenzó a finales de los años 60. De las elecciones de 1979 surgió el primer ayuntamiento democrático para la Cendea de Ansoáin y poco después el primer concejo surgido de unas elecciones democráticas. También fue paralelo una nueva forma de planificación urbanística que trata de corregir los errores de las décadas anteriores.
El 14 de marzo de 1991 se segrega de la Cendea de Ansoáin y se constituye como municipio independiente.
Mediada la década de los 90 tiene lugar un importante desarrollo urbanístico en el casco nuevo, casi duplicándose la población en un periodo de 10 años comprendido entre 1996 y 2006. Todo ello ha supuesto también un cambio radical en la planificación urbana y además se ha dotado al municipio de nuevas infraestructuras y servicios como las nuevas instalaciones deportivas, el teatro municipal y un gran número de zonas verdes y de esparcimiento.

## Demografía
Ansoáin cuenta con una población de 10 641 habitantes (INE 2024).
| Gráfica de evolución demográfica de Ansoáin/Antsoain entre 1842 y 2021 |
| |
| Población de derecho según los censos de población del INE Población de hecho según los censos de población del INEEn este censo se denominaba Anzoain: 1842 En estos censos se denominaba Ansoáin: 1857, 1860, 1877, 1887, 1897, 1900, 1910, 1920, 1930, 1940, 1950, 1960, 1970, 1981, 1991 y 2001 Entre el censo de 2001 y el anterior, disminuye el término del municipio porque independiza en 1996 a 31902 (Berrioplano) y a 31903 (Berriozar) |

Pirámide de población
Los datos de la pirámide de población de 2010 se pueden resumir así:
- La población menor de 20 años es el 24,87 % del total.
- La comprendida entre 20-40 años es el 33,82 %.
- La comprendida entre 40-60 años es el 25,39 %.
- La mayor de 60 años es el 15,92 %.

El municipio tiene una estructura, típica en el régimen demográfico moderno, la cual se caracteriza por la evolución hacia el envejecimiento progresivo de la población, aunque en los últimos años el establecimiento de población más joven ha aumentado la tasa de natalidad.
Evolución de la población
La evolución del crecimiento demográfico de Ansoáin, tuvo un pequeño avance entre 1940 y 1960 y el mayor crecimiento se generó entre 1965 y 1980 estabilizándose incluso sufriendo un tímido descenso a partir de dicha fecha. A partir de 1995 vuelve a experimentar un crecimiento demográfico importante, donde prácticamente se duplica la población entre 1995 y 2006.
Población extranjera
Entre 2001 y 2008, el repunte demográfico y la inmigración elevó el porcentaje de población de nacionalidad extranjera hasta el 8,9 % del total de habitantes (930 personas), valor situado en la media nacional. Las nacionalidades con mayor número de residentes son la búlgara (204 personas), la ecuatoriana (128 personas) y rumana (81 personas).

## Economía
Mercado de trabajo

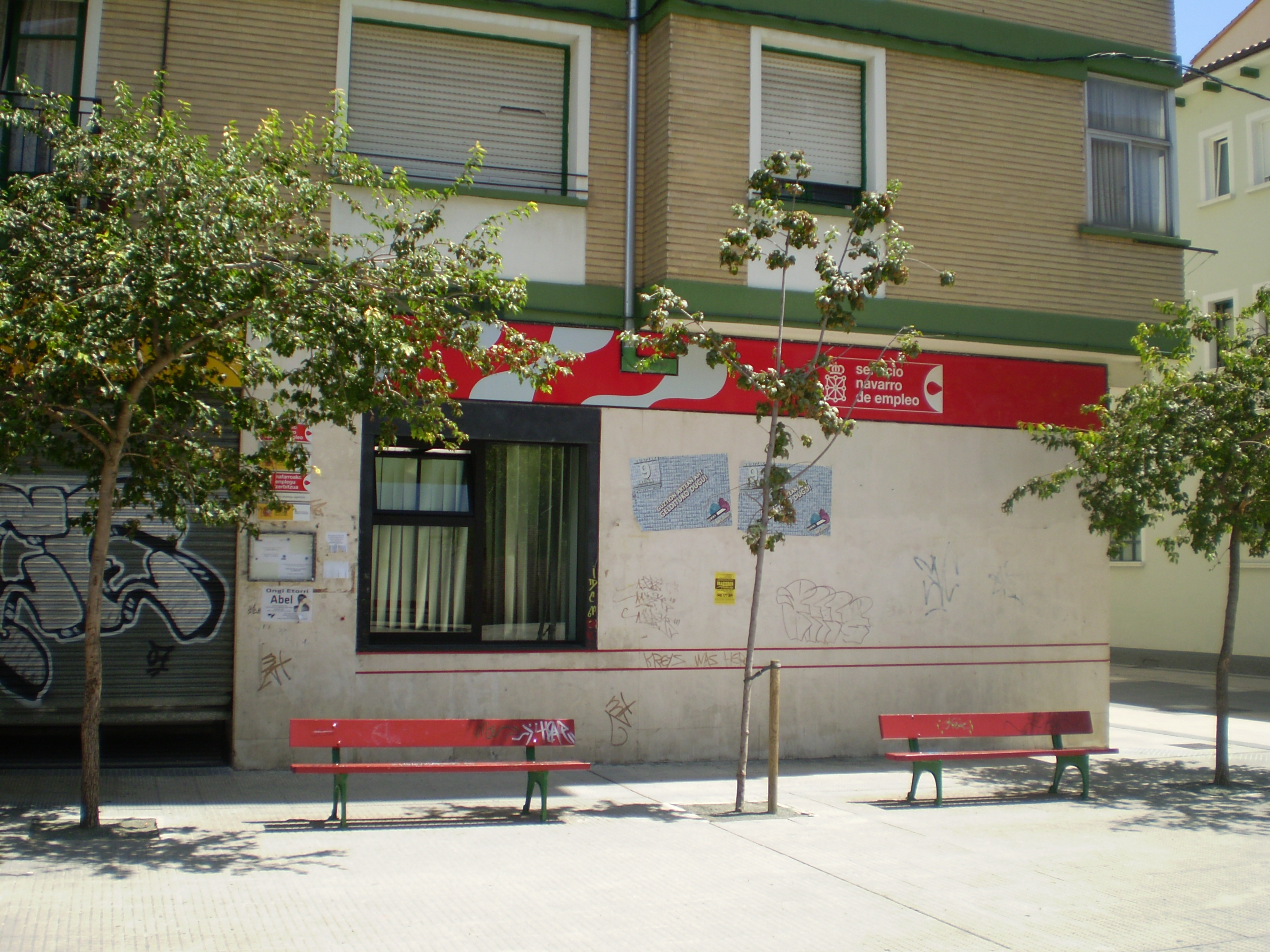
Oficina de Servicio Navarro de Empleo

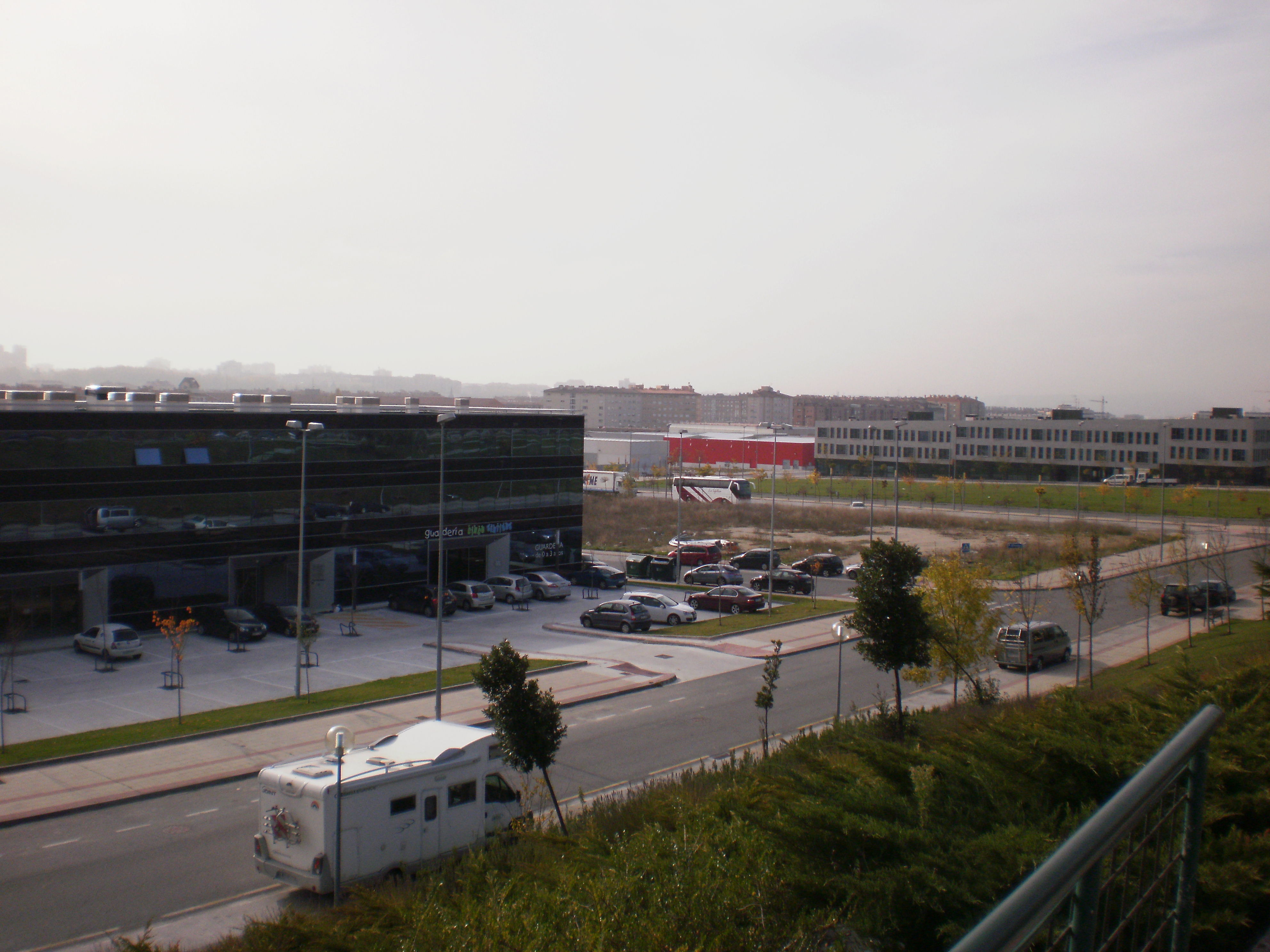
Vista parcial del polígono industrial de Ansoáin

En Ansoáin según el anual de la Caixa de 2009 hay una cota de paro del 4,5 %. Por edades el sector más afectado es el comprendido entre 16 y 24 con un 5,8 %, aunque sin haber gran diferencia con los otros sectores (25 a 49 años y 50 a 65 años) donde en ambos casos la tasa es de 5,6 %. Por sexos la tasa es del 3 % en varones y un 6 % en mujeres.
Agricultura
La actividad agrícola en el municipio ha experimentado un gran retroceso paralelo al aumento del suelo urbanizado. La superficie agrícola utilizada (SAU) ha pasado de 1889 ha en 1989 a 61 en 1999, lo que se traduce en un descenso del 96,77 %.
Los terrenos de la parte llana han estado destinados al cultivo de cereal y las laderas del monte Ezcaba o San Cristóbal de viñas.
La superficie cultivada del municipio en el año 2000 supone un 7 % del total y los cultivos más habituales son el trigo, la cebada y la avena.
Industria
Los principales sectores industriales del municipio son: Industrias transformadoras de metales y mecánica de precisión, otras industrias manufactureras (vidrio, madera, cuero, licores, etc.), almacenes distribuidores y empresas de servicios, reparaciones.
La industria se ubica en el polígono industrial. Este tiene una superficie de 257 000 metros cuadrados (26 hectáreas) y además de acoger la industria, también cuentan con edificios dedicados a oficinas y comercios.

| Sector industrial             | Empresas |
| ----------------------------- | -------- |
| Energía y agua                | 2        |
| Extracción minería y químicas | 0        |
| Industria metalúrgica         | 29       |
| Industria manufacturera       | 39       |
| Total                         | 70       |

Servicios

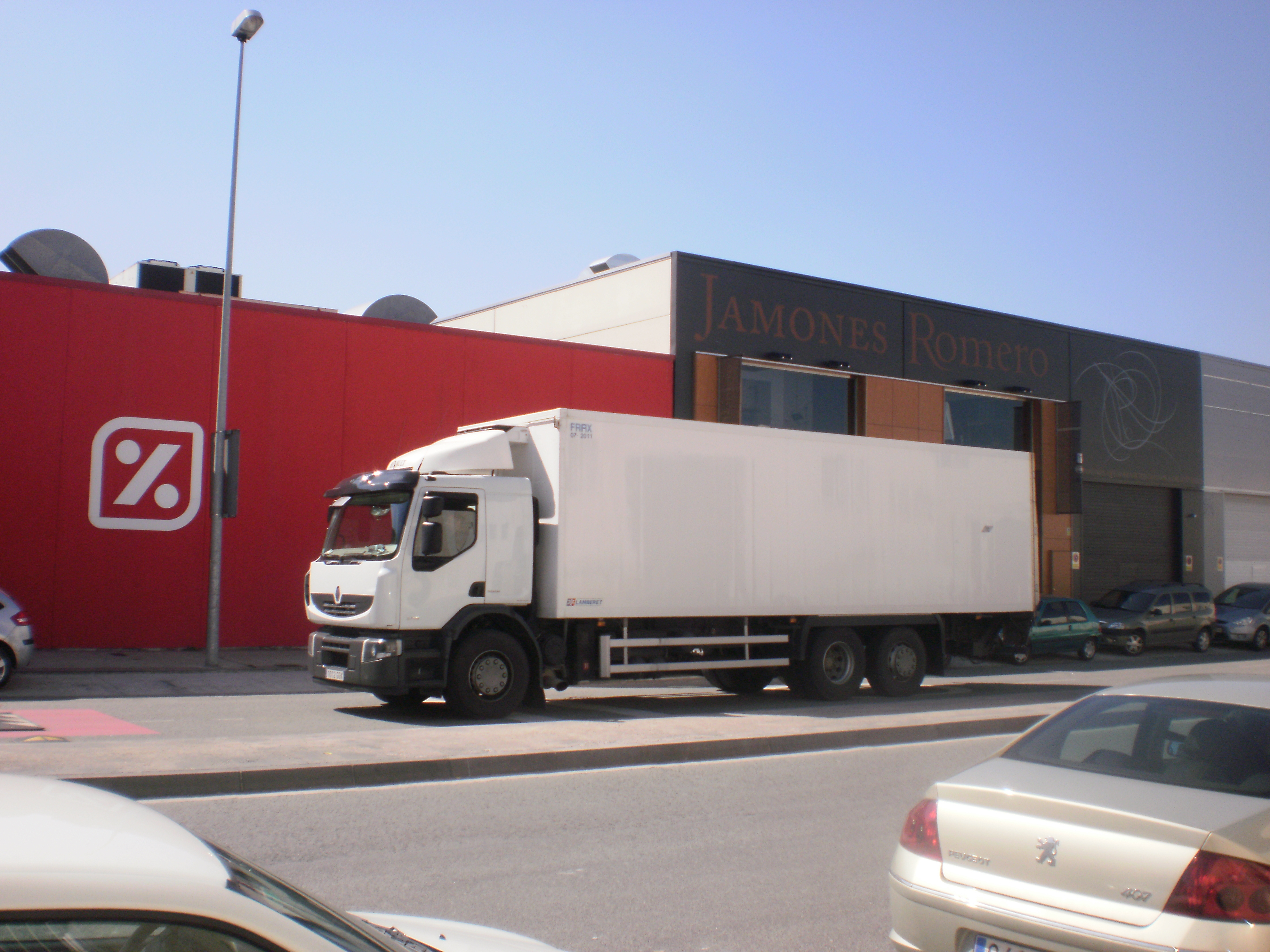
Vista parcial de la zona comercial del polígono industrial

Este sector cuenta en la localidad con diversos tipos de servicios y comercios entre los cuales destacaríamos: alimentación, artículos de regalo, carnicería, carpintería, droguería, electricistas, estanco, estética, ferretería, floristería, fontanería, fotografía, librería, muebles, panadería, pastelería, pescadería, perfumería, peluquería, pintura, zapatería, así como diversos establecimientos de hostelería. Además en el polígono industrial existen varios hipermercados.
| Sector comercial                                                                 | Empresas |
| -------------------------------------------------------------------------------- | -------- |
| Oficinas bancarias. Bancos (2), Cajas de ahorros (3) Cooperativas de crédito (2) | 7        |
| Empresas comerciales mayoristas                                                  | 24       |
| Empresas comerciales minoristas                                                  | 218      |
| Hipermercados                                                                    | 2        |
| Bares y restaurantes                                                             | 14       |

## Administración y política

### Gobierno municipal
La administración política de la localidad se realiza desde 1991 a través de un Ayuntamiento de gestión democrática cuyos componentes se eligen cada cuatro años por sufragio universal. El censo electoral está compuesto por todos los residentes empadronados en ella mayores de 18 años y nacionales de España y de los otros países miembros de la Unión Europea. Según lo dispuesto en la Ley del Régimen Electoral General, que establece el número de concejales elegibles en función de la población del municipio, la corporación municipal estuvo formada por trece concejales entre 1991 y 2011 y por diecisiete a partir de las elecciones municipales de 2011. La sede del consistorio está emplazada en la plaza Consistorial 1.
Resultados de las elecciones municipales de 2015
En las Elecciones municipales de España de 2015, EH Bildu fue la lista más votada con el 29,05 % de los votos y seis concejales rompiéndose así la serie de seis legislaturas en que lo habían sido los socialistas y que duraba desde la constitución de Ansoáin como municipio. El Partido Socialista de Navarra (PSN-PSOE) que obtuvo el 27,49 % y cinco concejales se sitúa en segundo lugar. La lista denominada Izquierda-Ezkerra-Ansoáin Puede apoyada por Podemos obtuvo el 18,11 % de los votos y tres concejales. Geroa Bai el 14,11 % de los votos y dos concejales, y Unión del Pueblo Navarro (UPN) el 7,10 % y un concejal.
El Partido Popular quedó sin representación al obtener solamente el 2,50 % de los votos.
Desde las primeras elecciones democráticas de 1979 han sido presidentes del entonces Concejo de Ansoáin Josetxo Arbizu de Acción Municipal Obrera (AMO-ULE) hasta 1987 y Rosalía Etxeberria Otsoa del mismo partido, la cual se convirtió en la primera alcaldesa al separarse Ansoáin de la cendea homónima el 14 de marzo de 1991. El cargo lo ocupó hasta la celebración de las elecciones municipales que tuvieron lugar el 26 de mayo de ese mismo año en las que el PSN-PSOE consiguió 7 de los 13 concejales y Alfredo García López que hasta la fecha y desde 1979 había sido alcalde de la Cendea de Ansoáin, se convirtió en alcalde, manteniéndose en el cargo hasta las elecciones municipales de 2007.
| Periodo   | Nombre                     | Partido | Partido                                  |
| --------- | -------------------------- | ------- | ---------------------------------------- |
| 1991-2007 | Alfredo García López       |         | Partido Socialista de Navarra (PSN-PSOE) |
| 2007-2015 | Antonio Gila Gila          |         | Partido Socialista de Navarra (PSN-PSOE) |
| 2015-2023 | Ander Andoni Oroz Casimiro |         | Euskal Herria Bildu (EH Bildu)           |
| 2023-act. | Marta Díaz Napal           |         | Euskal Herria Bildu (EH Bildu)           |

| Partido político | Partido político                                | 2023  | 2023       | 2019               | 2019               | 2015  | 2015       | 2011  | 2011       |
| Partido político | Partido político                                | %     | Concejales | %                  | Concejales         | %     | Concejales | %     | Concejales |
|                  | Euskal Herria Bildu (EH Bildu)-Bildu            | 35,7  | 7          | 34,48              | 6                  | 29,05 | 6          | 20,52 | 4          |
|                  | Partido Socialista de Navarra (PSN-PSOE)        | 31,57 | 6          | 32,86              | 6                  | 27,46 | 5          | 34,26 | 6          |
|                  | Contigo-Zurekin-Izquierda-Ezkerra (I-E)-Podemos | 10,63 | 2          | 12,87              | 2                  | 18,11 | 3          | 12,50 | 2          |
|                  | Geroa Bai (GBai)-Nafarroa Bai (NaBai)           | 6,41  | 1          | 6,23               | 1                  | 14,11 | 2          | 16,19 | 3          |
|                  | Unión del Pueblo Navarro (UPN)                  | 9,97  | 1          | Navarra Suma (NA+) | Navarra Suma (NA+) | 7,10  | 1          | 10,13 | 2          |
|                  | Partido Popular (PP)                            | 4,27  | 0          | Navarra Suma (NA+) | Navarra Suma (NA+) | 2,50  | 0          | 4,48  | 0          |
|                  | Navarra Suma (NA+)                              | —     | —          | 12,80              | 2                  | —     | —          | —     | —          |

Presupuesto municipal
El ayuntamiento tiene para el ejercicio 2011 un presupuesto de 9 781 577,11 €, el cual está destinado a: Administración general financiera y tributaria, seguridad ciudadana, protección y promoción social, sanidad, educación (Escuela infantil y colegio), promoción de euskera, urbanismo y vivienda, bienestar comunitario (transporte público, limpieza viaria, etc.), deporte y cultura, otros servicios y Carga financiera.
Comisiones municipales
El Ayuntamiento de Ansoáin está formado por siete comisiones: Comisión de cultura y festejos; Comisión de deporte y juventud, Comisión de hacienda; Comisión de personal, patrimonio, servicios y medio ambiente, Comisión de sanidad, servicios sociales, educación e igualdad; Comisión especial de cuentas; Comisión especial de seguimiento lingüístico; y Junta de portavoces.

### Justicia
Ansoáin pertenece al partido judicial número 4 de la Comunidad Foral de Navarra, con sede en Pamplona, donde existe un juzgado de primera instancia e instrucción.
Además de encontrarse allí el Tribunal Superior de Justicia de Navarra y la Audiencia Provincial. En la localidad hay un juez de paz, que desarrolla las competencias propias de esta figura jurídica.

## Servicios

### Educación
Educación infantil y primaria

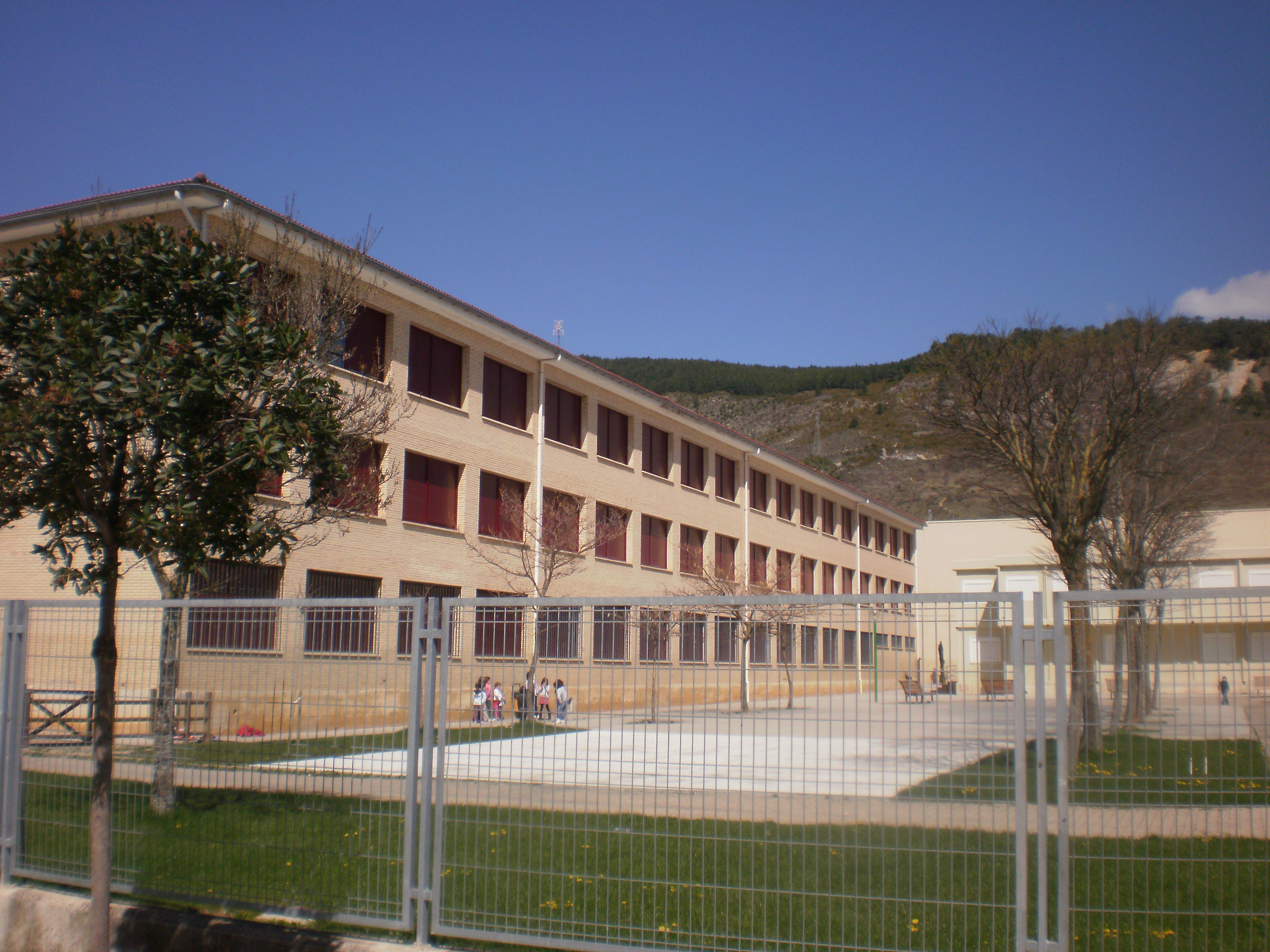
Colegio público Ezcaba

Para la educación primaria e infantil el municipio dispone de los siguientes centros:
- Escuela infantil San Cristóbal: Es una escuela de educación infantil (0 a 3 años)
- Colegio público Ezcaba: Es un centro de enseñanza de educación infantil (desde los 3 años) y primaria. Fue inaugurado en 1979 y se encuentra en la plaza Consistorial. El colegio está asociado a la UNESCO y ofreció una oferta de enseñanza en euskera y castellano (modelos A y D) hasta 2009.[57] El colegio que inicialmente fue pensado para entre 350 y 400 alumnos y debido al aumento de la población de Ansoáin ha llegado a alcanzarse la cifra de 800 alumnos en 2006.[58] Desde el curso 2008/09 el centro solo ofrece el modelo D (euskera) debiéndose trasladarse los alumnos cuya preferencia sea el modelo A a otros centros. Como solución se ha estimado en trasladar a los alumnos al colegio Doña Mayor inaugurado en el curso 2009 en el cercano barrio pamplonés de Ezcaba, con los modelos A y D.[59] Esta solución no es considerada satisfactoria por los que piden un nuevo centro ubicado en la localidad y además hay que tener en cuenta que el barrio de Ezcaba es un barrio nuevo que está en expansión demográfica y puede que a medio plazo su población cubra la totalidad de las plazas de este centro.[58]

Educación secundaria y universitaria
Dentro del municipio no existe ningún centro de educación secundaria, aunque en el cercano barrio pamplonés de la Chantrea dispone de dos centros, el instituto Padre Moret de ESO y bachillerato y el instituto Virgen del Camino y María Ana Sanz para Formación Profesional. Para la educación universitaria desde el municipio se puede llegar a las dos universidades situadas en la capital a través del transporte urbano.

### Sanidad
Atención primaria

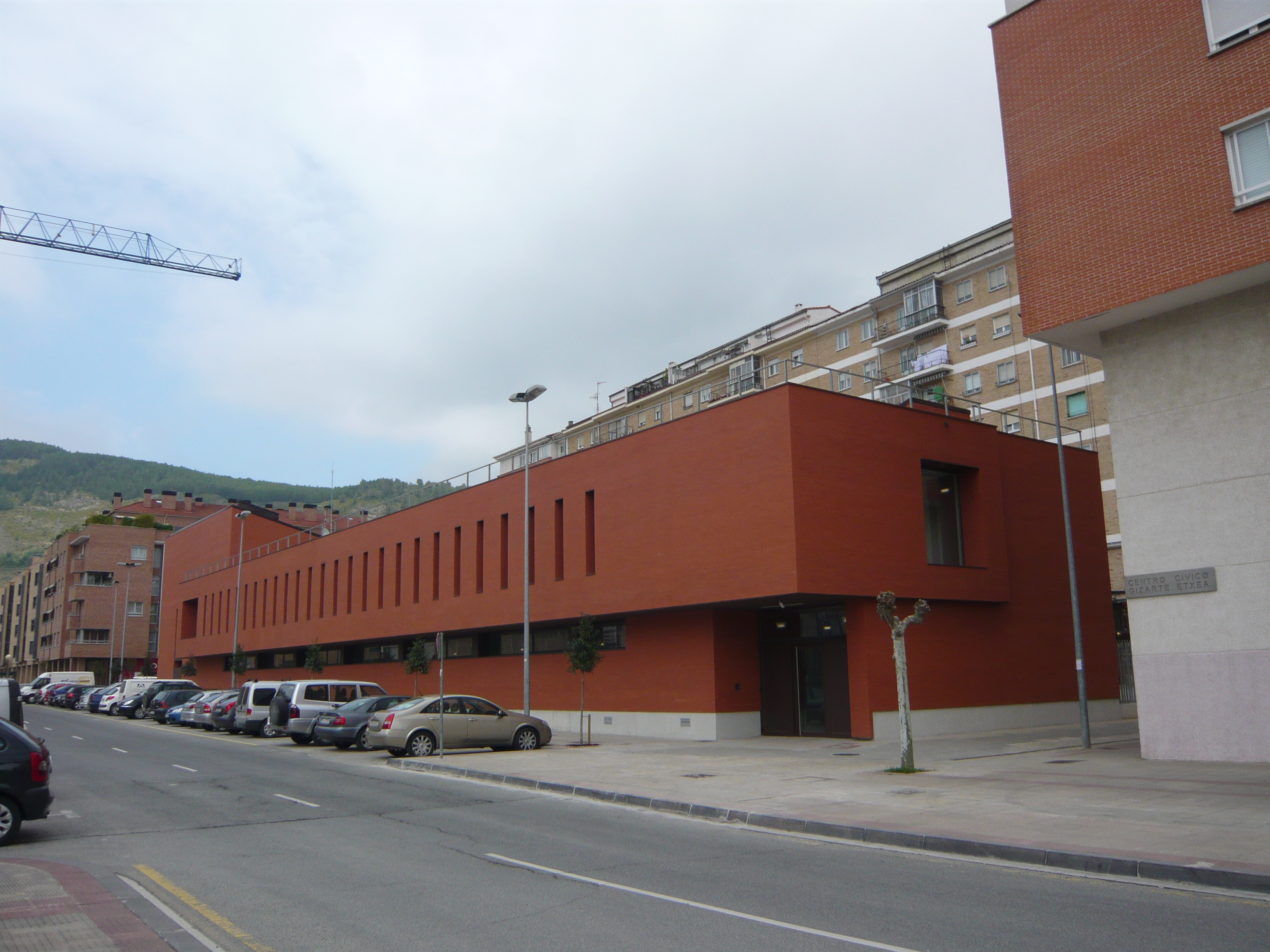
Centro de salud

Ansoáin pertenece según la zonificación sanitaria a la zona básica de salud de Ansoáin, al área hospitalaria de Pamplona y en cuanto a salud mental al sector IC Rochapea. Cuenta con un centro de salud desde 2010 ubicado en la calle Ostoki el cual ocupa una superficie de 3200 m² (2824 m² de superficie útil) repartidos en tres plantas.
En lo referente a atención primaria, el centro atendía en 2010 a una población de 10 083 tarjetas sanitarias, de las que 2190 corresponden a edad pediátrica con una plantilla formada por 5 médicos generales, 3 médicos pediatras, 8 enfermeras, 1 trabajadora social y 4 personas dedicadas a labores administrativas.
En lo referente a salud mental, el centro prestaba en 2010 servicio a 59 806 personas, pertenecientes a las zonas básicas de Ansoáin, Rochapea y Chantrea, con una plantilla formada por 4 psiquiatras, 2 psicólogos, 2 enfermeras, 1 auxiliar de enfermería, 1 trabajador social y 2 administrativos.

Atención especializada y hospitalaria
La atención especializada se realiza en los centros especializados y ambulatorios como Conde Oliveto, Doctor San Martín (General Solchaga) o Príncipe de Viana todos ellos ubicados en la capital, a los que se puede acceder desde la localidad a través del transporte urbano. Lo mismo con la atención hospitalaria. A los dos hospitales públicos situados en la capital se puede llegar a través de la línea 7.
En la localidad está ubicada la sede de ADEMNA (Asociación de Esclerosis Múltiple de Navarra), el cual está situado la calle Lerín.
Competencias municipales
En la organización del Ayuntamiento no figura ninguna concejalía específica de salud o sanidad, sin embargo, el artículo 42 de la Ley General de Sanidad dispone que, los Ayuntamientos, sin perjuicio de las competencias de las demás Administraciones Públicas, tendrán las siguientes responsabilidades mínimas en asuntos relacionados con la Sanidad.
- a) Control sanitario del medio ambiente: Contaminación atmosférica, abastecimiento de aguas, saneamiento de aguas residuales, residuos urbanos e industriales.
- b) Control sanitario de industrias, actividades y servicios, transportes, ruidos y vibraciones.
- c) Control sanitario de edificios y lugares de vivienda y convivencia humana, especialmente de los centros de alimentación, peluquerías, saunas y centros de higiene personal, hoteles y centros residenciales, escuelas, campamentos turísticos y áreas de actividad físico deportivas y de recreo.
- d) Control sanitario de la distribución y suministro de alimentos perecederos, bebidas y demás productos, directa o indirectamente relacionados con el uso o consumo humanos, así como los medios de su transporte.
- e) Control sanitario de los cementerios y policía sanitaria mortuoria.

### Seguridad ciudadana
La seguridad ciudadana está supeditada a la estructura de la Agencia Navarra de Emergencias (ANE) que es un organismo autónomo, creado por el Gobierno de Navarra, mediante el Decreto Foral 12/2009, de 16 de febrero, para agrupar los efectivos de Protección Civil-Sos Navarra 112 y Consorcio de Bomberos de Navarra.
En el área de la seguridad de la localidad funcionan tres cuerpos policiales: La Guardia Civil, la Policía Foral y la policía municipal de Ansoáin.

### Servicios sociales
Ansoáin pertenece a una Mancomunidad de Servicios Sociales junto a los municipios de: Berrioplano, Berriozar, Atez, Iza y Juslapeña. Este organismo tiene como objetivo mejorar atención directa al usuario y proporcionar una correcta información sobre prestaciones, ayudas y servicios. Para cumplir estos objetivos la citada mancomunidad cuenta con tres programas para atender al ciudadano, uno de carácter general, otro para casos específicos como inadaptación psicosocial y drogodependencia y un tercero de atención domiciliaria.

### Aprovisionamiento
Electricidad
La Comunidad Foral de Navarra, es autosuficiente en generación de energía eléctrica, incluso tiene un saldo de exportación de 2 326 GWh en 2008, según datos de la compañía Red Eléctrica Española. Lo más positivo de estos datos es que dicha producción de energía eléctrica es obtenida a través de centrales hidráulicas ciclo combinado y eólica principalmente de acuerdo con el balance de energía eléctrica (GWh) de la Comunidad Foral de Navarra (2008)

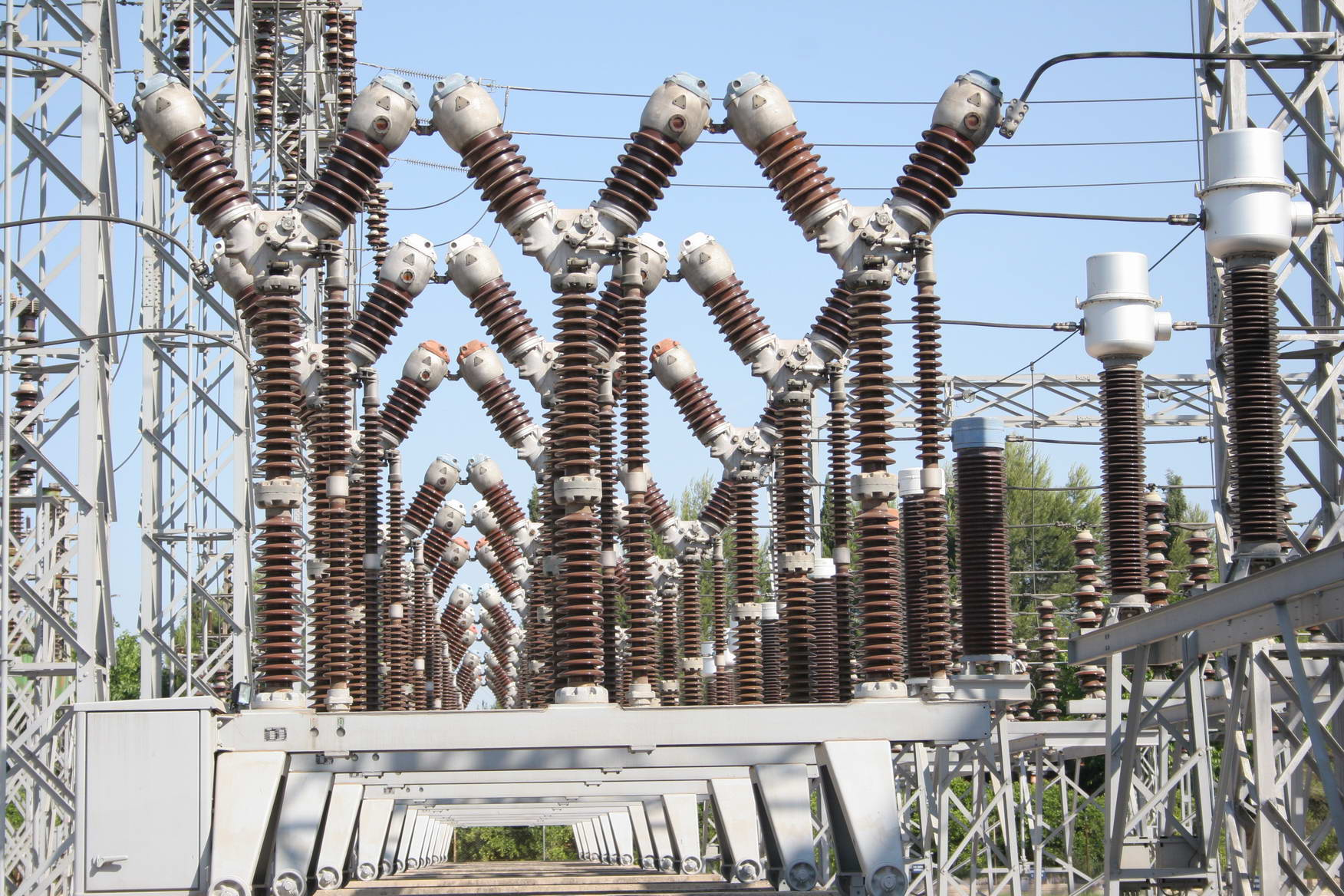
Subestación eléctrica elevadora

La electricidad que se consume en Ansoáin es distribuida por la compañía Iberdrola y procede de la Subestación eléctrica que la empresa Red Eléctrica Española tiene ubicada en la localidad de Orcoyen.
Combustibles
Para el suministro de combustibles derivados del petróleo, a la Comunidad Foral de Navarra, la Compañía Logística de Hidrocarburos (CLH), dispone de unas instalaciones de almacenamiento ubicadas en la localidad de Esparza de Galar con una capacidad para almacenar 123 000 m³. A dichas instalaciones llega el combustible mediante un ramal del oleoducto Bilbao-Zaragoza, que pasa muy próximo a la zona.
Gas natural
El 99,4 % de los hogares del municipio cuentan con calefacción de los cuales el 27,4 % es colectiva y el 69,3 individual. Del total, el 74,5 % se obtiene por combustión gas natural, propano o gas butano y el 19,8 de derivados del petróleo como gasoil fuel-oil. Gas Navarra S.A es la empresa encargada del suministro de Gas Natural. Esta empresa forma parte de Gas Natural SDG, S.A
Agua potable

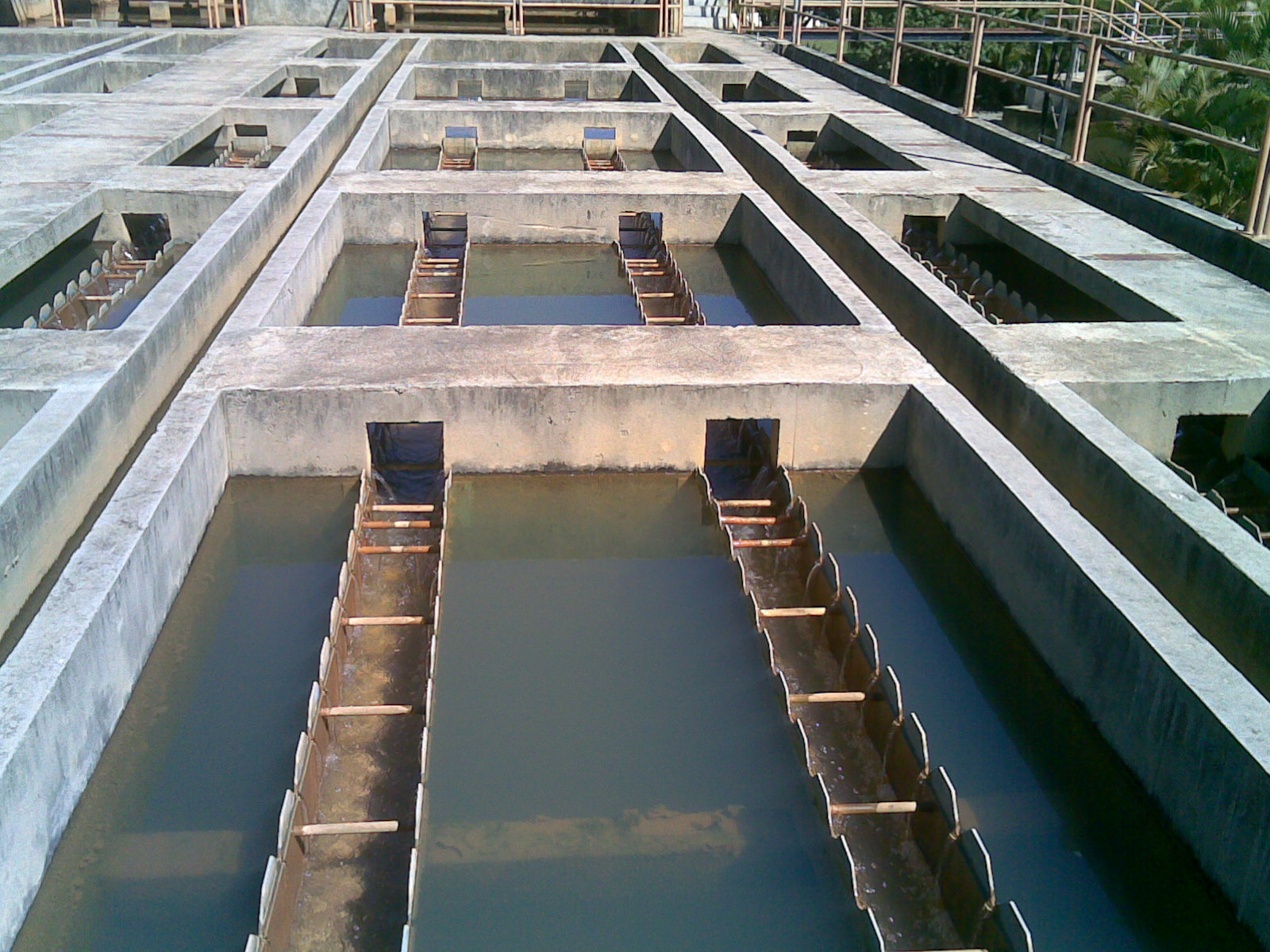
Piletas de decantación en una estación de tratamiento de agua potable

La Mancomunidad de la Comarca de Pamplona es la entidad que gestiona el ciclo integral del agua, que consiste en el abastecimiento de agua potable, alcantarillado, saneamiento y depuración de aguas residuales, y vertido al río Arga.
Las fuentes de captación son el manantial de Arteta y el embalse de Eugi, de estos puntos va canalizada hacia las dos estación de tratamiento de agua potable que hay: ETAP Eguíllor y ETAP Urtasún. Una vez potabilizada pasa a depósitos de regulación y de estos parten las canalizaciones hacia los puntos de consumo de hogares, industrias y comercios. Una vez utilizada el agua, se recoge en la red de alcantarillado y es conducida a la estación depuradora de aguas residuales EDAR Araguri, y posteriormente se vierte al río Arga.
Residuos y limpieza de vías públicas

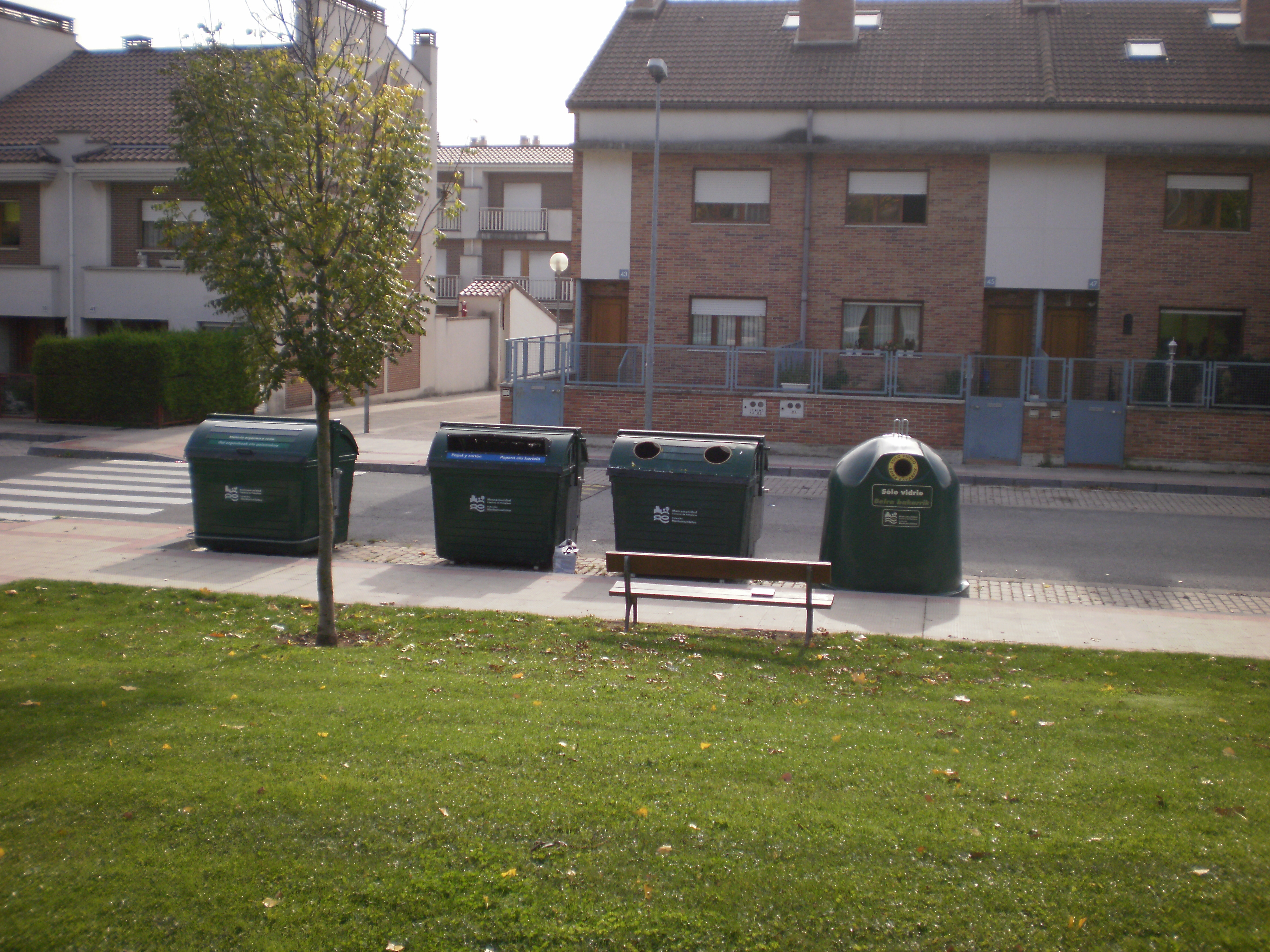
Contenedores para la recogida selectiva de residuos de Ansoáin

La recogida de residuos está gestionada por la Mancomunidad de la Comarca de Pamplona. La recogida de residuos se realiza de forma selectiva, para lo cual hay ubicados en los diferentes puntos de la localidad contenedores específicos para los diferentes tipos de residuos: orgánicos; plástico y embalses; papel y cartón y vidrio. Además cuenta con un servicio de recogida de objetos voluminosos, pilas, material de poda de jardines y los denominados puntos limpios, destinada a recoger selectivamente los residuos especiales generados en el hogar, como pinturas y productos de automóvil. Hay dos tipos de puntos limpios: los fijos, que están instalados permanentemente en los aparcamientos de los hipermercados, y los móviles: vehículos que se desplazan por diferentes localidades y barrios.
La limpieza de la vía pública la gestiona directamente el Ayuntamiento de Ansoáin.

### Transportes
Regulación del tráfico

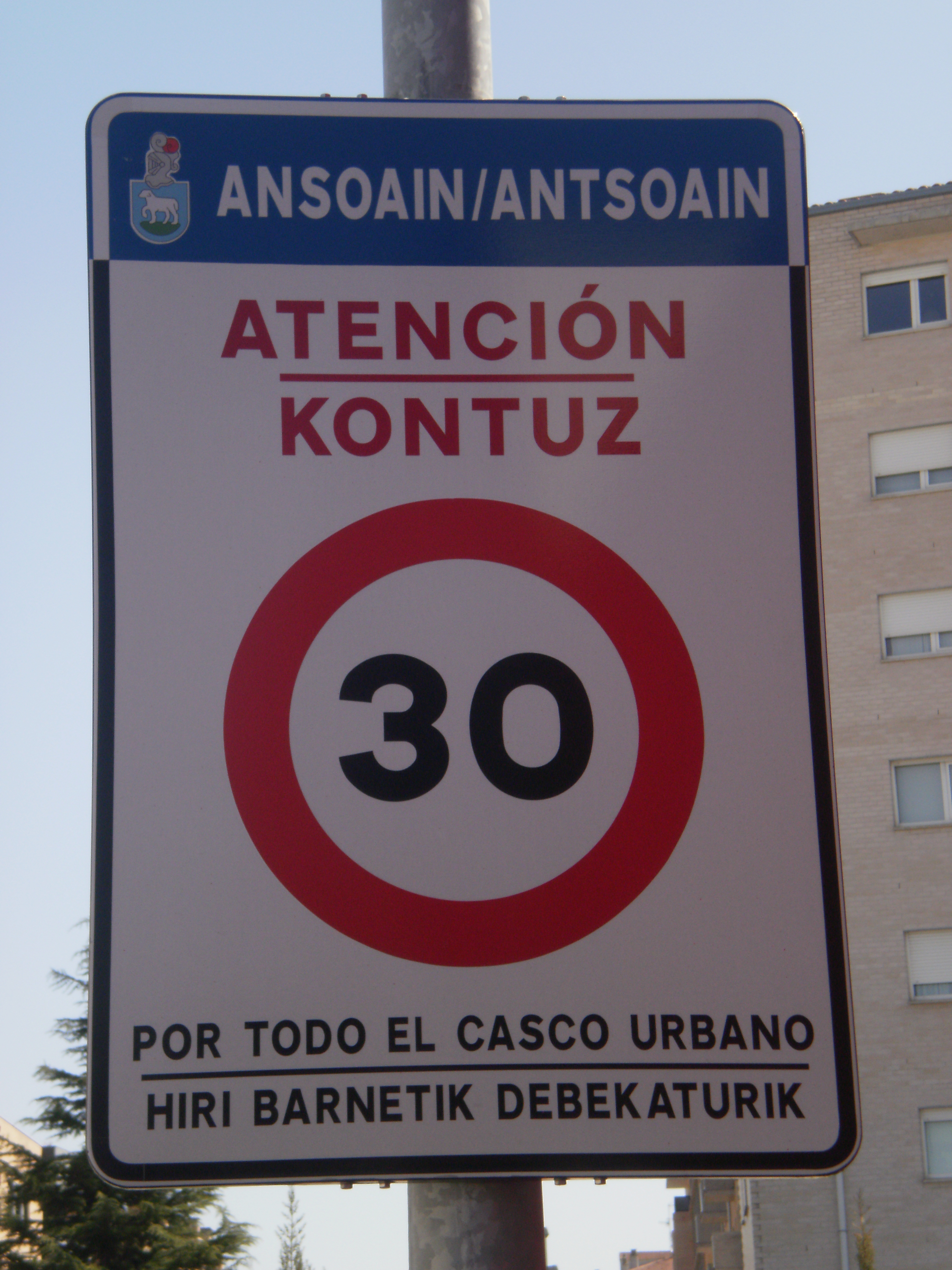
Señal que indica la velocidad máxima de 30 kilómetros por hora a la entrada del núcleo urbano de Ansoáin

El artículo 7 de la Ley sobre Tráfico, Circulación y Seguridad Vial aprobado por RDL 339/1990 atribuye a los municipios unas competencias suficientes para permitir, entre otras, la inmovilización de los vehículos, la ordenación y el control del tráfico y la regulación de sus usos. Esta regulación tiene lugar a través de la Ordenanza Municipal de tráfico de Ansoáin, aprobada en sesión de Pleno el 25 de febrero de 2008 y en ella se reguló a 30 km/h la velocidad máxima para circular por las vías del casco urbano y 20 km/h en las vías urbanas peatonales cuya calzada no alcance las medidas reglamentarias. En la ordenanza también se regula los estacionamientos.
Parque de vehículos de motor
La localidad tenía un parque automovilístico en 2009 razón de 670 automóviles por cada 1000 habitantes, que es inferior a la ratio de la Comunidad Foral que es de 694 automóviles por cada 1000 habitantes, de acuerdo con los datos existentes en la base de datos del Anuario Económico de España 2009, publicado por La Caixa. En estos mismos datos señalan un parque de 5933 vehículos entre camiones y furgonetas, con probabilidad, de que exista un importante número de personas dedicadas profesionalmente al transporte de mercancías, debido al importante papel que juega el conjunto de la Cuenca de Pamplona como centro distribuidor regional (dado su peso en la creación de productos manufacturados), y debido igualmente a la ubicación en el polígono industrial de Landaben de la planta de montaje de automóviles Volkswagen, que originan un flujo importante de mercancías. Según otro estudio realizado por la Agenda local 21, el número de automóviles por familia se sitúa por debajo de otros municipios de Cuenca de Pamplona, aunque el mismo estudio la densidad de automóviles en el espacio urbano es una de las más elevadas. Además según este estudio, el consumo energético de los automóviles representa el 63 % del consumo energético total.
| Tipo de vehículo       | Cantidad |
| ---------------------- | -------- |
| Turismos               | 4405     |
| Camiones y furgonetas  | 1109     |
| Autobuses              | 12       |
| Tractores industriales | 55       |
| Otros vehículos        | 132      |
| Total                  | 5933     |

Red viaria

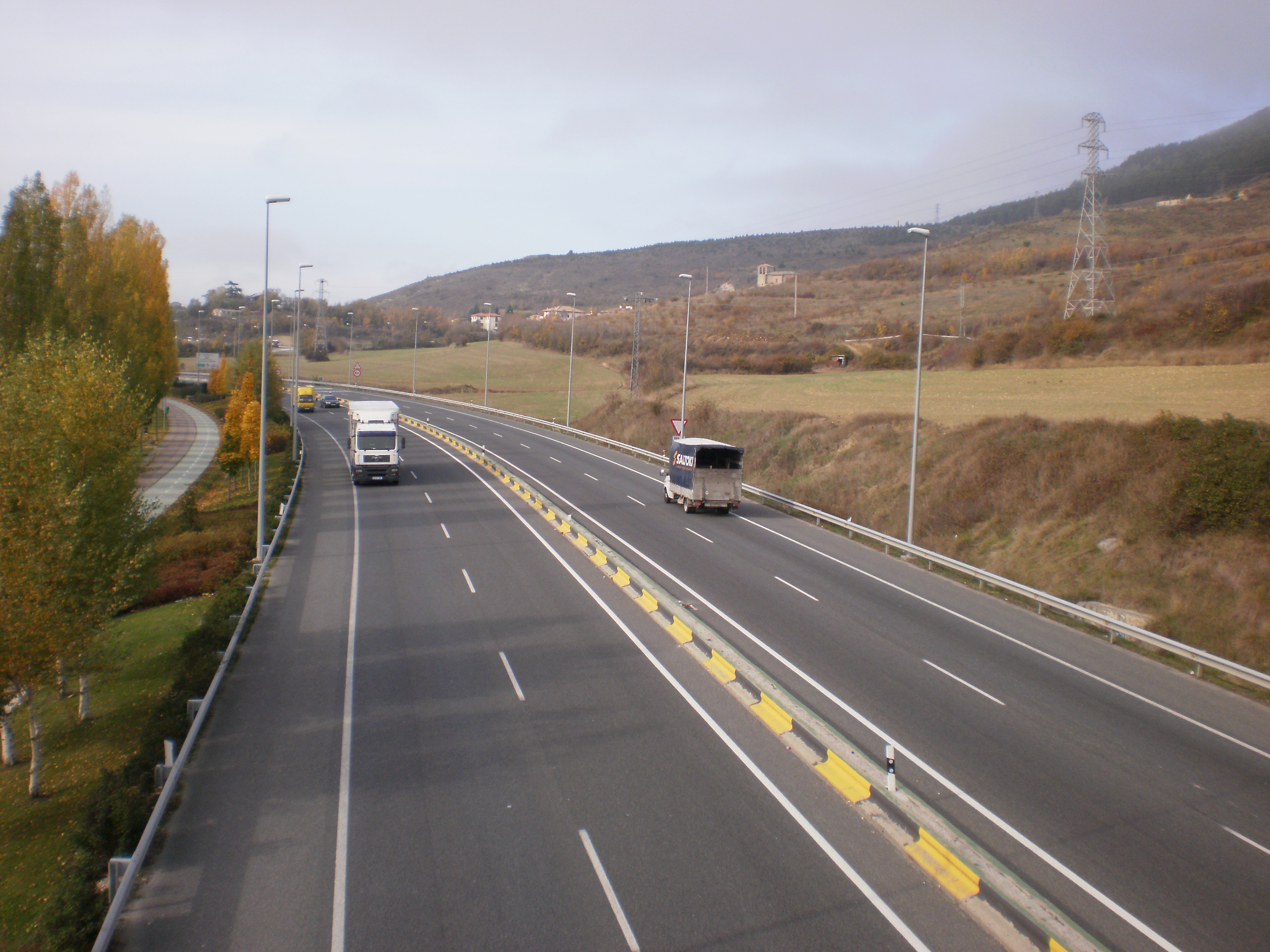
Ronda de Pamplona en Ansoáin

Carreteras del área metropolitana de Pamplona localizándose el municipio de Ansoáin en amarillo y los núcleos urbanos de este en rosa

La Ronda de Pamplona o Ronda Norte (PA-30), es una vía con características de vía desdoblada, que atraviesa el término municipal por su parte norte entre el núcleo urbano y el monte, estableciendo comunicaciones directamente con todas las principales carreteras que salen de la cuenca de Pamplona, como la autopista de peaje AP-15 en dirección Zaragoza-Madrid o San Sebastián-Vitoria, las autovías A-21 Jaca-Huesca y A-12 Estella-Logroño y las carreteras N-121 Zaragoza-Madrid, N-121-A Behovia-Francia, N-135 Francia por Valcarlos. La Ronda de Pamplona, en el transcurso de su recorrido por el municipio cuenta con 2 enlaces en forma de rotonda: Ansoáin Casco Viejo, Ansoáin Centro urbano oeste, Rochapea; y Ansoáin este. Otras carreteras existentes en el municipio son la NA-4244 que comunica al pueblo viejo y algunos tramos de la carretera que sube al Fuerte de San Cristóbal (NA-4411).
| PA-30   | Ronda de Pamplona              | Vía desdoblada/Carretera |                                   |
| NA-4244 | Pamplona-Ansoáin               | Carretera local          | Pamplona, Ansoáin (casco antiguo) |
| NA-4201 | Artica-Camino de San Cristóbal | Carretera local          | Artica, Camino de San Cristóbal   |

Distancias
La siguiente tabla muestra las distancias entre Ansoáin, las localidades más importantes de Navarra y algunas de las capitales de provincia de España.
| Ciudades | Distancia (km) | Localidades | Distancia (km) | Capitales     | Distancia (km) |
| -------- | -------------- | ----------- | -------------- | ------------- | -------------- |
| Tudela   | 99 km          | Barañáin    | 6 km           | San Sebastián | 82 km          |
| Estella  | 45 km          | Burlada     | 3 km           | Bilbao        | 155 km         |
| Tafalla  | 39 km          | Villava     | 3 km           | Santander     | 263 km         |
| Sangüesa | 50 km          | Zizur Mayor | 8 km           | Madrid        | 406 km         |
| Olite    | 47 km          | Isaba       | 99 km          | Barcelona     | 440 km         |
| Corella  | 97 km          | Alsasua     | 46 km          | Sevilla       | 947 km         |
| Viana    | 84 km          | Elizondo    | 49 km          | Zaragoza      | 178 km         |

Transporte urbano

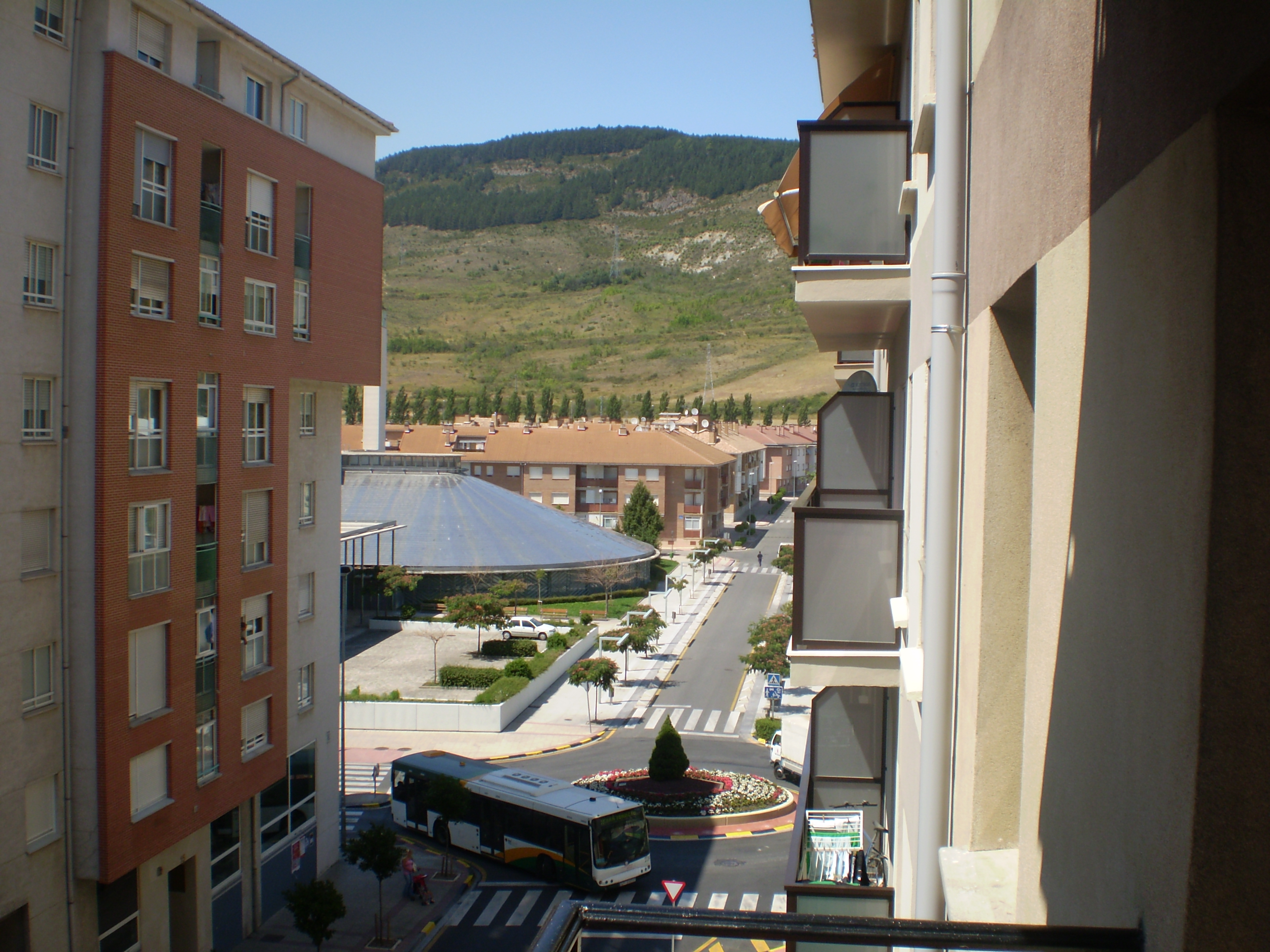
Villavesa de la línea 3 circulando por Ansoáin

Las comunicaciones con Pamplona y el resto de la cuenca son fluidas gracias al Transporte Urbano Comarcal de Pamplona. Este servicio es gestionado por la Mancomunidad de la Comarca de Pamplona y operado por Transportes Ciutat Contal (TCC), al cual popularmente se le denomina villavesa. Las línea 3 y 21, con una regularidad de 10 minutos en días normales y de 12 minutos en días festivos comunica con el centro de Pamplona, la línea 7 comunica con otras zonas de Pamplona como el barrio de San Jorge, San Juan, Ermitagaña o Mendebaldea, la zona de Hospitales y con los municipios de Barañáin, Burlada y Villava con una regularidad de 10-12 minutos en días laborables y 15 en sábados y festivos y la línea 11 comunica con el edificio El Sario y el Parque Comercial Galaria, cada 15 minutos en laborables y cada 20 minutos en sábados y festivos. En horario nocturno está la línea N7 que comunica a la localidad con el centro de Pamplona, San Jorge y San Juan. Esta tiene un horario de 23:00 a 00:10 con una frecuencia de 35 minutos de lunes a jueves y domingos, de 22:50 a 04:00 con una frecuencia de 25 minutos los viernes y de 22:45 a 06:30 con una frecuencia de 15 minutos los sábados y vísperas de festivo.
| Eskualdeko Hiri Garraioa/Transporte Urbano Comarcal |                                                  |                                                  |
| Inicio                                              | Línea                                            | Fin                                              |
| Hirigunea/Centro                                    | 3                                                | Antsoain                                         |
| Atarrabia/Villava                                   | 7                                                | Barañáin                                         |
| Ezkaba                                              | 11                                               | Galaria - Mutiloa Industrialdea                  |
| Hirigunea/Centro                                    | 21                                               | Antsoain                                         |
| Hirigunea/Centro                                    | N7                                               | Hirigunea/Centro                                 |
| Taxi Iruñerria                                      |                                                  |                                                  |
| Zona                                                | A                                                | A                                                |
| Estaciones                                          | Divina Pastora kalea, 6/Calle Divina Pastora nº6 | Divina Pastora kalea, 6/Calle Divina Pastora nº6 |

Taxis
La Ley Foral del taxi (Ley Foral 9/2005 del 6 de julio) aprobada por el Parlamento de Navarra, impulsó la creación de un área de prestación conjunta del servicio que integra a 19 municipios del Área metropolitana, entre ellos Ansoáin. La Mancomunidad de la Comarca es la que gestiona el servicio. En 2007 en toda el área había 313 taxis, de los cuales 3 disponen de nueve plazas y 17 están adaptados para minusválidos. Además, la flota dispone de 10 vehículos híbridos (motores de gasolina y eléctricos) mientras otros 68 utilizan biodiésel. La localidad dispone de una parada de taxis situada en la calle Divina Pastora.
Ferrocarril
La estación de ferrocarril de Adif más cercana a la localidad está situada en el barrio de San Jorge de Pamplona a unos 3 km. De ella parten conexiones diarias con Alicante, Alsasua, Barcelona, Burgos, Irún, Hendaya, León, Madrid, Oviedo, Palencia, San Sebastián, Valencia, Vitoria y Zaragoza. Varios días a la semana, con Vigo, Orense, Lugo y La Coruña.
El mejor servicio actual de transporte de viajeros es el Alvia, que sustituyó en 2008 al Talgo, con denominación comercial de Altaria. Este tren une la ciudad con Madrid-Puerta de Atocha varias veces al día. Dos trayectos terminan en la capital navarra, mientras que un tercero prosigue hasta Irún y el cuarto hasta Vitoria. El Alvia también cubre el trayecto Pamplona-Barcelona.
Esta estación será desmantelada en un futuro cuando se elimine el bucle ferroviario que atraviesa la ciudad y se construya una nueva estación de ADIF para el tren de alta velocidad que se ubicará en el barrio de Echavacóiz. El 16 de mayo de 2009, se firmó el convenio del tren de alta velocidad para que las obras de la línea de alta velocidad entre Pamplona y Zaragoza arranquen en 2011.
Transporte aéreo

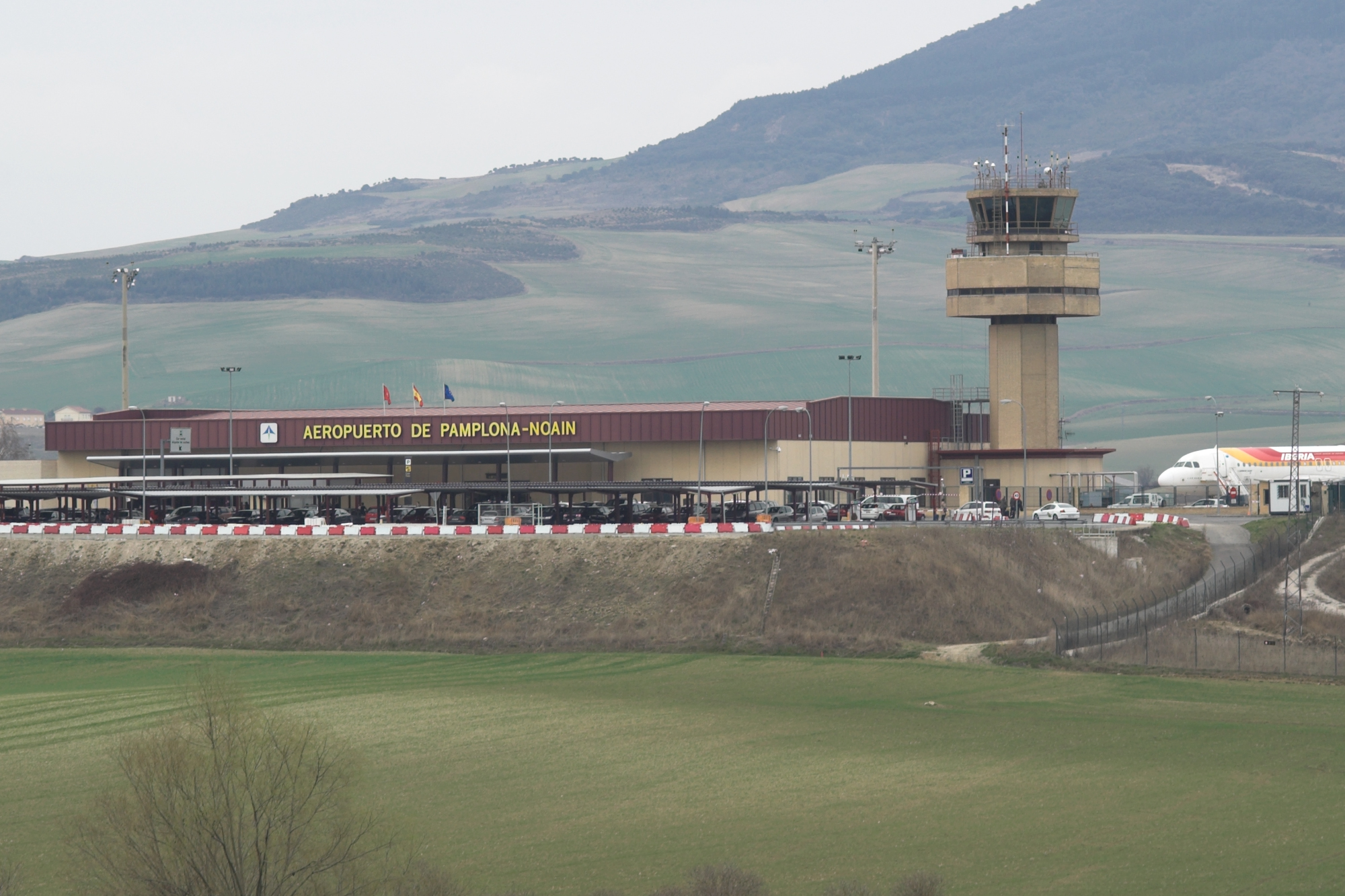
Aeropuerto de Pamplona

El aeropuerto más cercano a la localidad es el aeropuerto de Pamplona se encuentra a 10 kilómetros de la localidad de Ansoáin, entre los municipios de Noáin y Galar (Esquíroz). El aeropuerto ofrece actualmente (2009), de forma regular vuelos a Madrid, Barcelona y Lisboa.
Se están construyendo nuevas instalaciones, que se prevé su entrada en funcionamiento en 2010. Esta ampliación mejorará el servicio, aumentando la cantidad de pasajeros y la operatividad, ya que con la ampliación de 200 metros de pista puedan operar en el aeropuerto aviones tipo Boeing 737 a plena carga y en situaciones meteorológicas adversas.

## Monumentos y lugares de interés

### Monumentos civiles

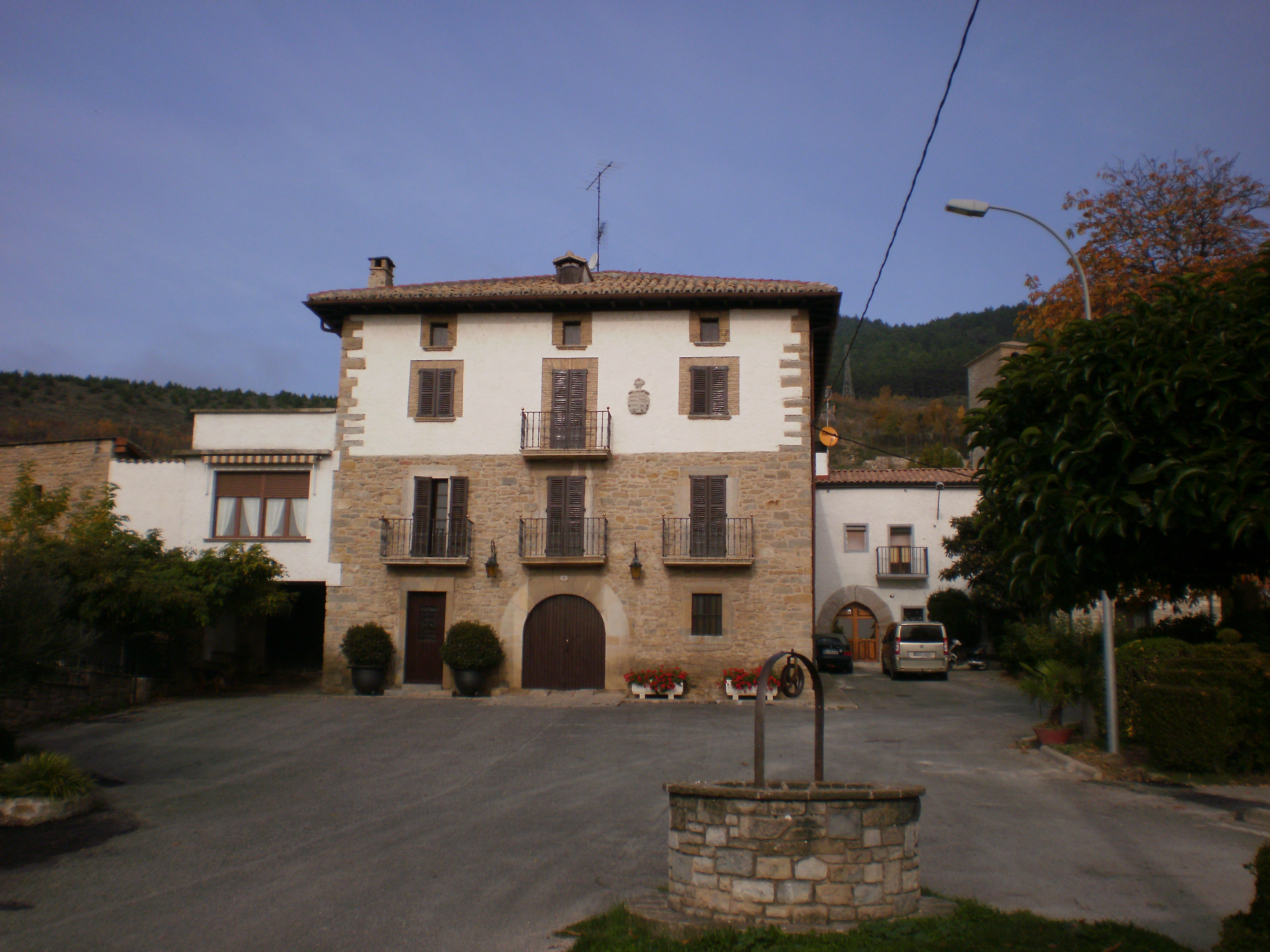
Palacio de Ansoáin

#### Palacio
Está situado en el casco viejo. Este palacio figuraba como el del Cabo de Armería en la nómina oficial del antiguo Reino de Navarra. En 1614 se le otorgó asiento en las antiguas Cortes de Navarra a su entonces propietario Luis de Barros. A partir de 1665 tuvo su propiedad Miguel de Iribas, la cual pasó en 1681 a su sucesor José de Iribas. En 1749 y 1758, solicitó el rebate de cuarteles Francisco de Iribas. En 1783 José de Iribas y Rada. Y en 1799 lo obtuvo Manuel María de Iribas. Su escudo figura en el Libro de Armería de Reino de Navarra, y es Cortado: 1.º de oro, con dos lobos de sable, y 2.º de gules, un creciente rambesado de plata. En su interior, cuenta con un patio central en torno al cual se organizan el resto de dependencias. El origen del palacio puede ser medieval, al cual se le habría realizado una ampliación en el siglo XVIII. En uno de los lados de la fachada figura un gran escudo con las armas antes citadal y el cual se representa sobre cartela de cueros retorcidos y timbrado con un yelmo empenachado.

### Monumentos religiosos

#### Ermita de San Miguel

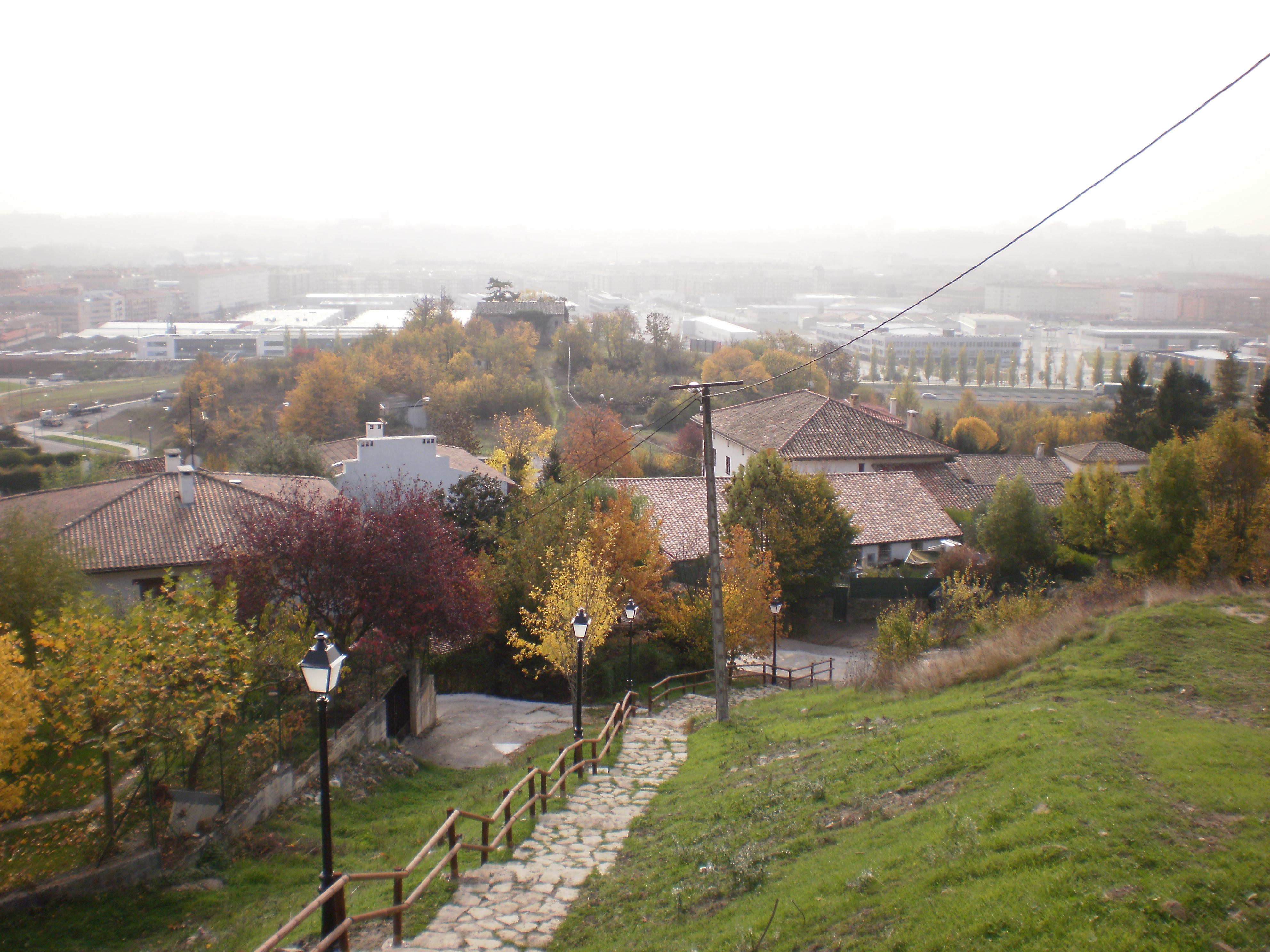
Ermita de San Miguel

Es una antigua ermita de origen medieval, que actualmente (2009) está trasformada en vivienda. Se encuentra situada a la entrada del Casco Viejo. Por una memoria del 13 de octubre de 1714 se sabe que el prior y canónigo de la Catedral de Pamplona Manuel de Aguirre, gastó 211 reales en retejar y rehacer las paredes de la ermita y de un pajar anexo. En otros documentos de la época figura el nombramiento de Miguel de Olaiz como ermitaño en 1726 y tras la muerte de este en 1737 el de Mateo de Orobio. La planta está formada por una sencilla nave rectangular formada por cuatro tramos que se estructuran al exterior mediante contrafuertes. Los muros de sillería se cubren mediante un tejado a dos aguas. De esta ermita proceden dos tallas de San José y de la Virgen que se conservan en el Museo Diocesano de Pamplona.

#### Iglesia de San Cosme y San Damián (Casco Viejo)

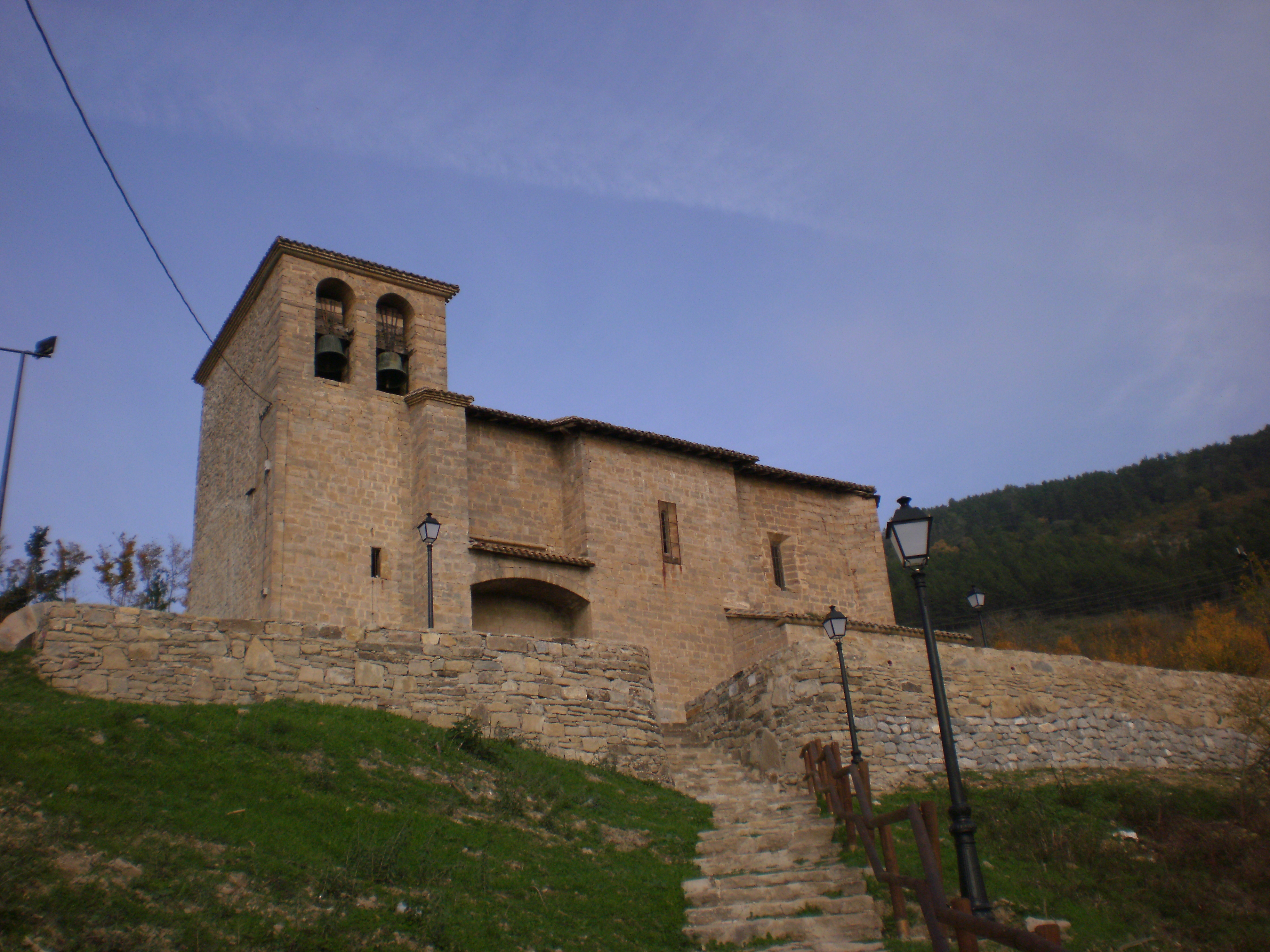
Iglesia de San Cosme y San Damián del Casco Viejo

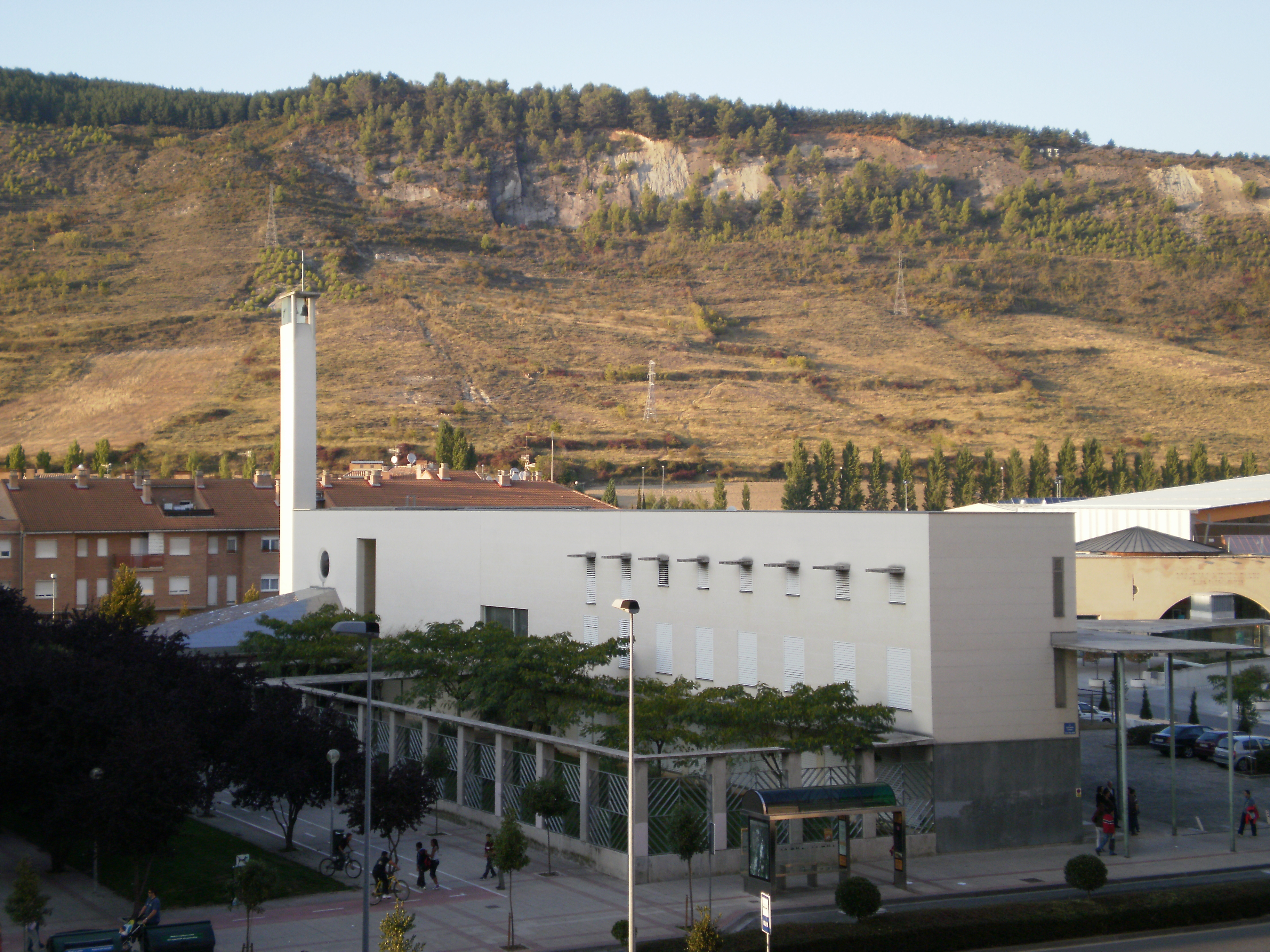
Iglesia de San Cosme y San Damián construida en 1996 en el Casco Nuevo

Está situada en el Casco Viejo ocupando la parte más alta de este núcleo. Fue construida a finales del siglo XII, aunque fue reedificada entre 1555 y 1558, tras dar el obispo don Álvaro de Moscoso licencia para su reconstrucción. Sus muros son de sillería y su planta está formada por una nave rectangular formada por tres tramos desiguales con una cabecera recta con dos pequeños nichos de medio punto situados en el tramo más cercano al presbiterio. Cuenta con cuatro bóvedas formadas por térseles, los cuales a pesar de ser una construcción moderna imita estilos del siglo XVI. Estas bóvedas están sostenidas por unos fajones de medio punto, cuyos intradoses están decorados con figuras geométricas del siglo XVII. A los pies de la nave está situado el coro y una escalera de caracol de origen medieval que da acceso a la torre. Adosada a la cabecera se encuentra la sacristía, la cual tiene forma cuadrada. Debajo del coro se conserva una pila bautismal de piedra de origen medieval, con una taza circular lisa y repintada que descansa sobre un fuste con forma prismática, un pedestal cuadrado y una base circular. También destaca de su interior el Retablo Mayor dedicado a San Cosme y San Damián, una obra de estilo protobarroco del siglo XVII. El retablo consta de banco, dos cuerpos de tres calles y ático rematado por un frontón semicircular y todo ello articulado mediante columnas estriadas con capiteles de orden corintio. En el banco y las calles laterales se alojan tallas en relieve como la que representa la oración en el huerto, los cuatro evangelistas, el prendimiento y martirio de Santa Bárbara, San Miguel y un Santo Obispo. En el centro, ocupando los dos cuerpos superiores están las imágenes de los santos titulares San Cosme y San Damián, aunque su estado de conservación es algo precario, y en el ático remata una figura que representa el Calvario de Cristo.

#### Iglesia de San Cosme y San Damián
Está situada en el casco nuevo, donde actualmente (2009) se realizan todos los actos religiosos católicos de la localidad. Se trata de una moderna construcción que fue terminada en 1996 y cuyos arquitectos fueron Luis Tabuenca y Fermín Saralegui. Destaca la utilización de láminas de acero inoxidable en lugares como en la cubierta de la iglesia principal. También es destacable su falso techo formado por paneles de aglomerado de madera, que cuelga creando dibujos. Este techo además contribuye a mejorar la acústica del templo y a mejorar el aislamiento térmico y acústico. El templo tiene una planta semicircular la cual le da al presbiterio un gran tamaño. De su interior destaca un retablo barroco del siglo XVII procedente de la iglesia de la Magdalena de Tudela que se encuentra en la capilla penitencial y otro retablo del mismo estilo de Nardués-Andurra, del siglo XVIII situado en la iglesia principal. También es destacable una escultura de Faustino Aizkorbe que preside la puerta del sagrario.

### Lugares de interés
Parques y Jardines

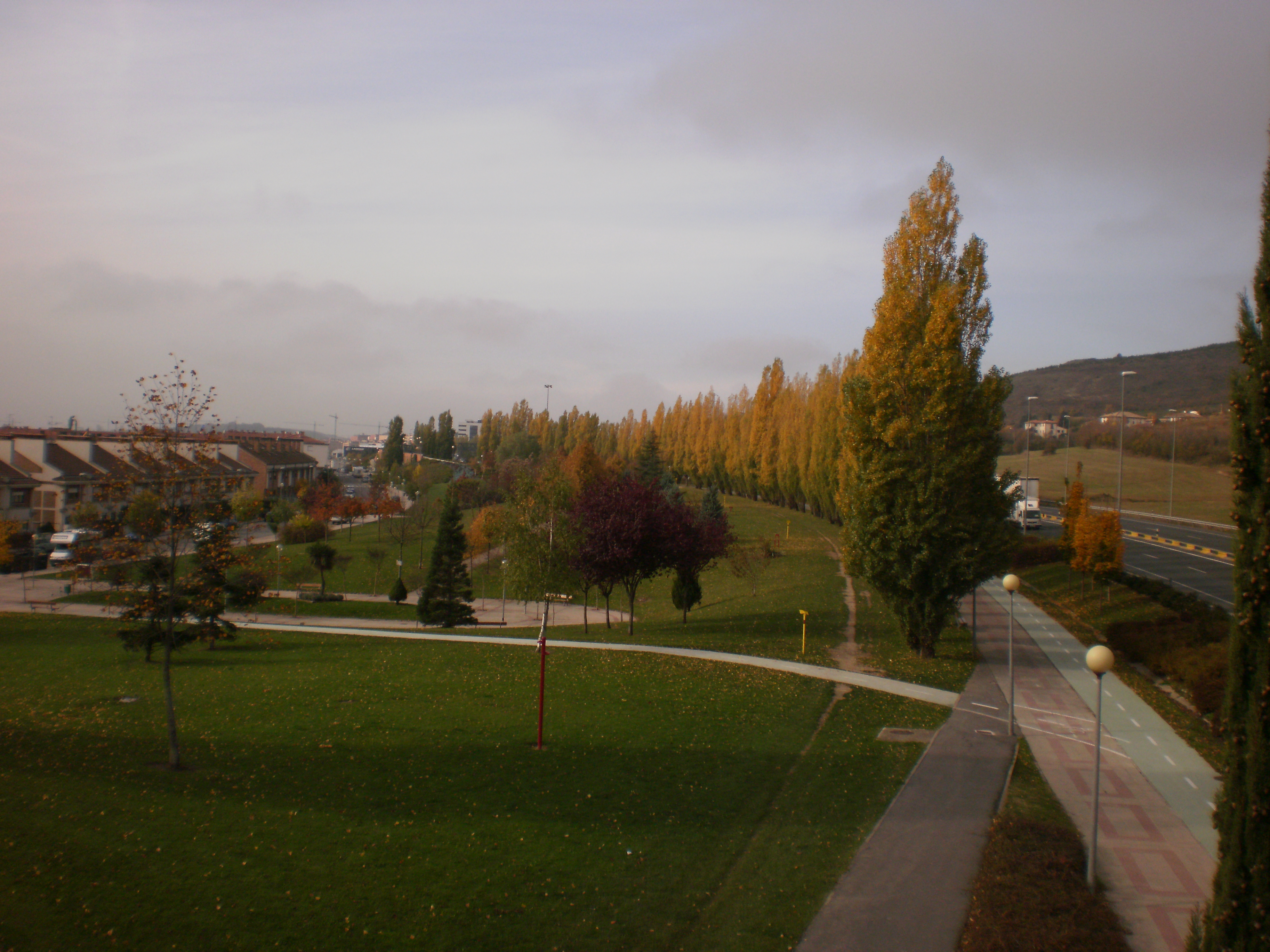
Vista parcial del parque de la Ronda

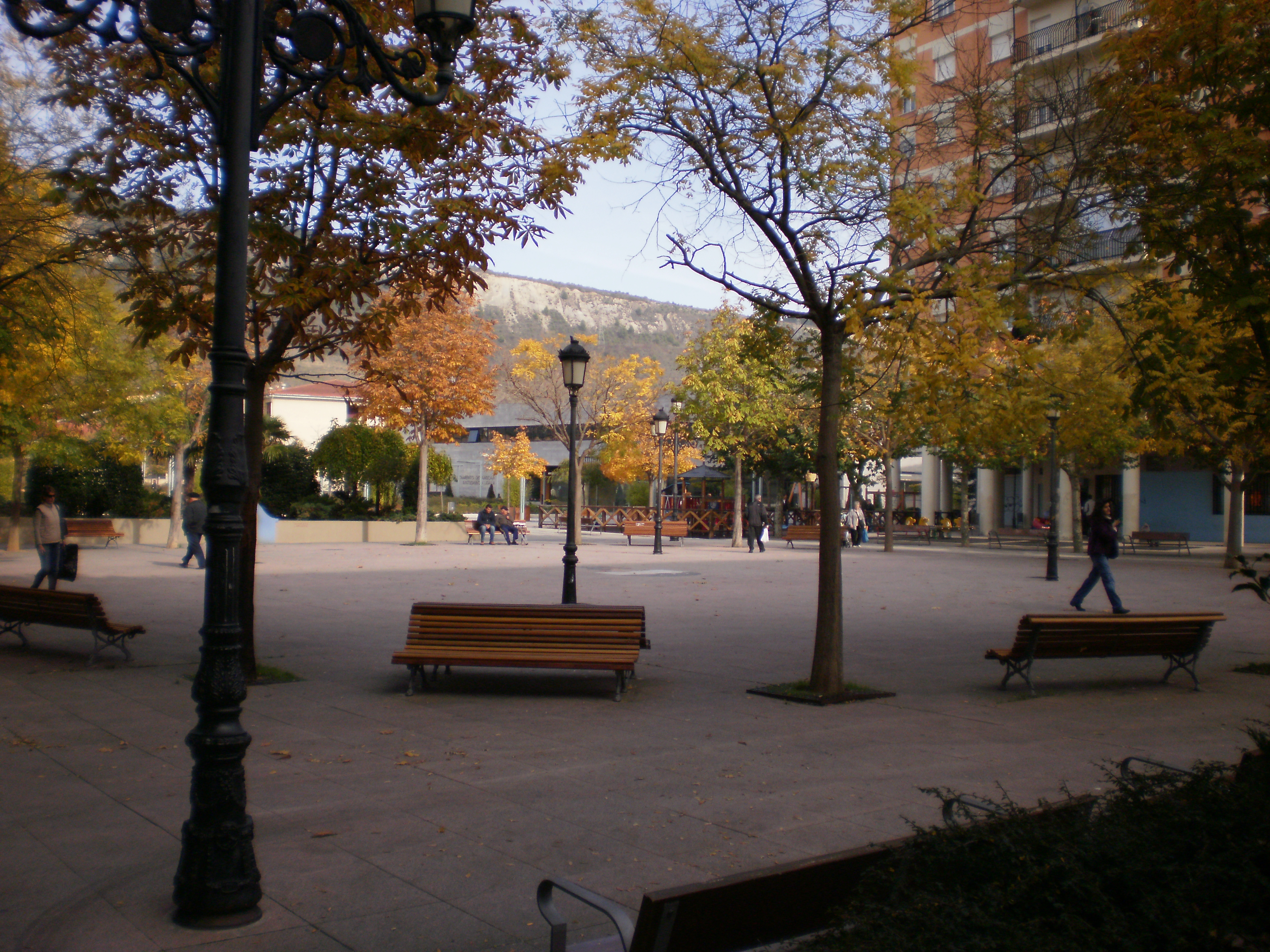
Plaza Lapurbide

El municipio cuenta con una superficie de zona verde de 67 000 m², lo cual supone 8,85 m² por habitante.
Entre los parques destacaríamos el parque de la Ronda, el cual es una amplia zona verde que comprende todo el ancho del municipio. Está localizada al norte del núcleo urbano y discurre paralelo al sur de la Ronda de Pamplona. Por él discurre una vía peatonal destinada al paseo y la práctica de diversos deportes, así como varios carriles bici y varias pasarelas peatonales que cruzan la Ronda, para facilitar el acceso peatonal y de bicicletas al Casco Antiguo y al monte San Cristóbal. Dentro de esta zona verde también hay un gimnasio al aire libre.
Además la localidad cuenta con otro parque como el parque Zelaia, que cuenta con un patinódromo y la parte norte de la calle Lerín el cual es un paseo con un bulevar situado en la parte central que discurre entre la avenida Hermanos Noáin y el parque de la Ronda.
Plazas
El núcleo urbano cuenta con varias plazas entre las cuales destacamos:
- Plaza Lapurbide, que con 1707 m² ha sido el principal centro de la localidad hasta que con la aparición de otras plazas a raíz de la ampliación urbanística llevada a cabo a partir de mediados de los 90 se comparten con otras la celebración de festejos y el esparcimiento. Hace unos años era conocida como "El Parque", el cual estaba principalmente destinado al juego infantil. Tras una trasformación que se llevó a cabo a finales de los años 90 se trasformó en plaza, aunque sigue contando con alguna instalación destinadas al juego infantil. En el centro de la plaza hay un mosaico con el escudo del municipio.[21]

- Plaza Rafael Alberti, construida en 2003, es la plaza de mayor tamaño de la localidad, en ella se celebra desde su inauguración la verbena de las fiestas patronales y diversos conciertos.[21]

- Plaza Consistorial, inaugurada en 2003 en los terreno que antes ocupó el antiguo campo de fútbol, de ella destaca su mosaico formado por losetas de piedra y una fuente saltante de gran tamaño y diseño vanguardista en ella se encuentra la sede del ayuntamiento, las piscinas municipales y el colegio público Ezcaba.[21]

- Plaza Nueva o plaza Berria, inaugurada en 1999 es un pequeño rincón rodeado de soportales con cuatro columnas destinadas al alumbrado de gran singularidad.[21]

- Plaza de Euskal Herría, lugar donde se ubicaba la antigua sede del ayuntamiento que anteriormente fue la sede del concejo y primitivamente la fábrica Plásticos Cóndor. Este edificio ya ha desaparecido y la plaza ha sido totalmente transformada abriéndose a la avenida de Villava. En ella también se encontraba el consultorio médico.[21]

## Cultura

### Entidades culturales
Municipales

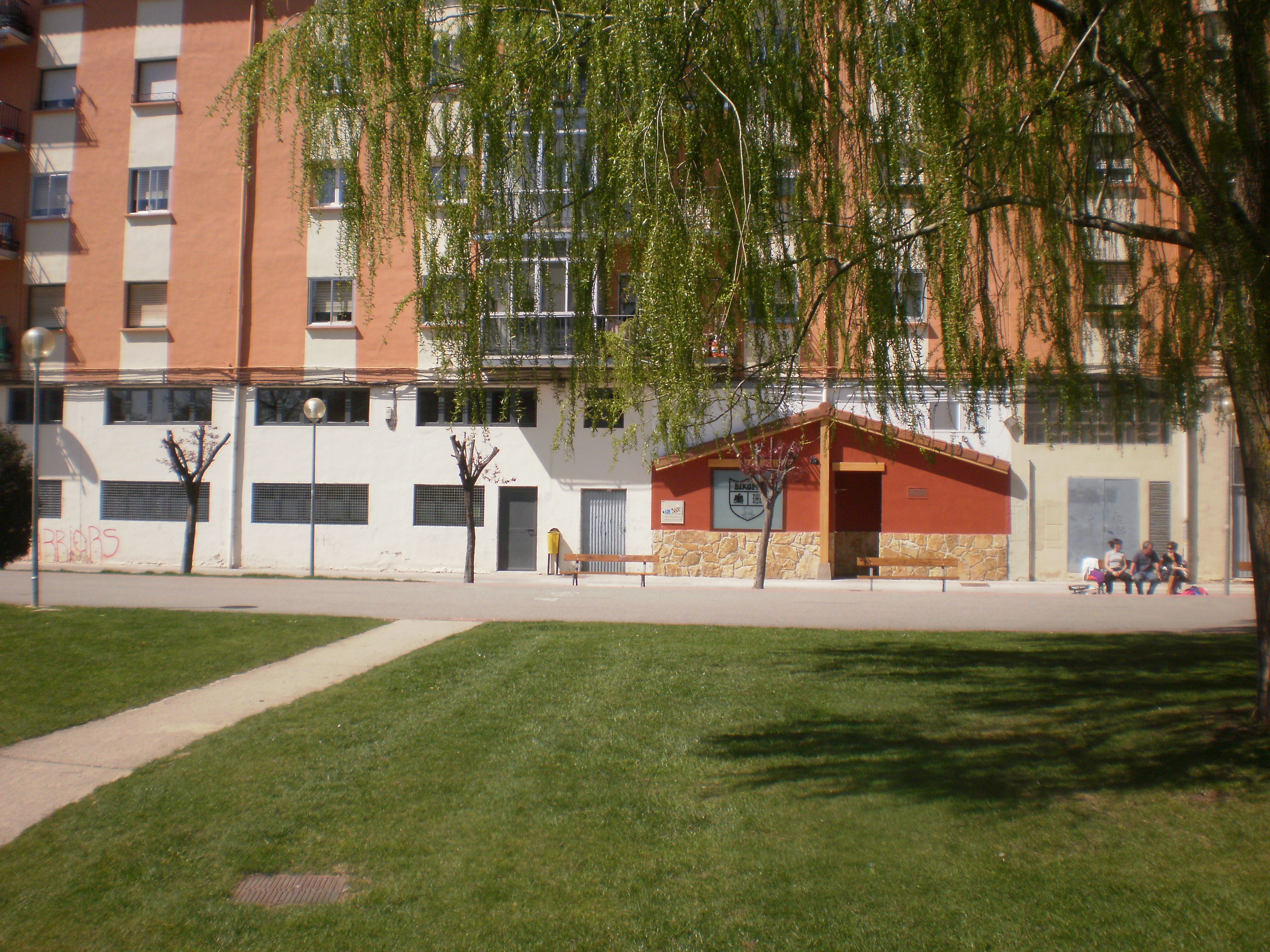
Sede de la asociación cultural Bikiupe Elkartea de Ansoáin

- Escuela de música de Ansoáin: Entró en funcionamiento el curso 2009/2010. Tiene sus locales en la calle Mendikale. En ella se imparte cursos de música general, de lenguaje musical y de distintos instrumentos musicales como clarinete, flauta travesera, guitarra, percusión, piano, saxofón, trombón y trompeta. Entre los objetivos de la escuela está la formación de una banda de música en la localidad.[97]

Otras
Ansoáin además cuenta con otras asociaciones culturales que ejercen actividades de diferentes ámbitos, como la comparsa de gigantes y cabezudos, La asociación Txinparta, Peña el Charco, la sociedad Saraspea, Bikupe elkartea, Arrikulunka elkartea, etc.

### Espacios escénicos e infraestructuras culturales
Espacios escénicos

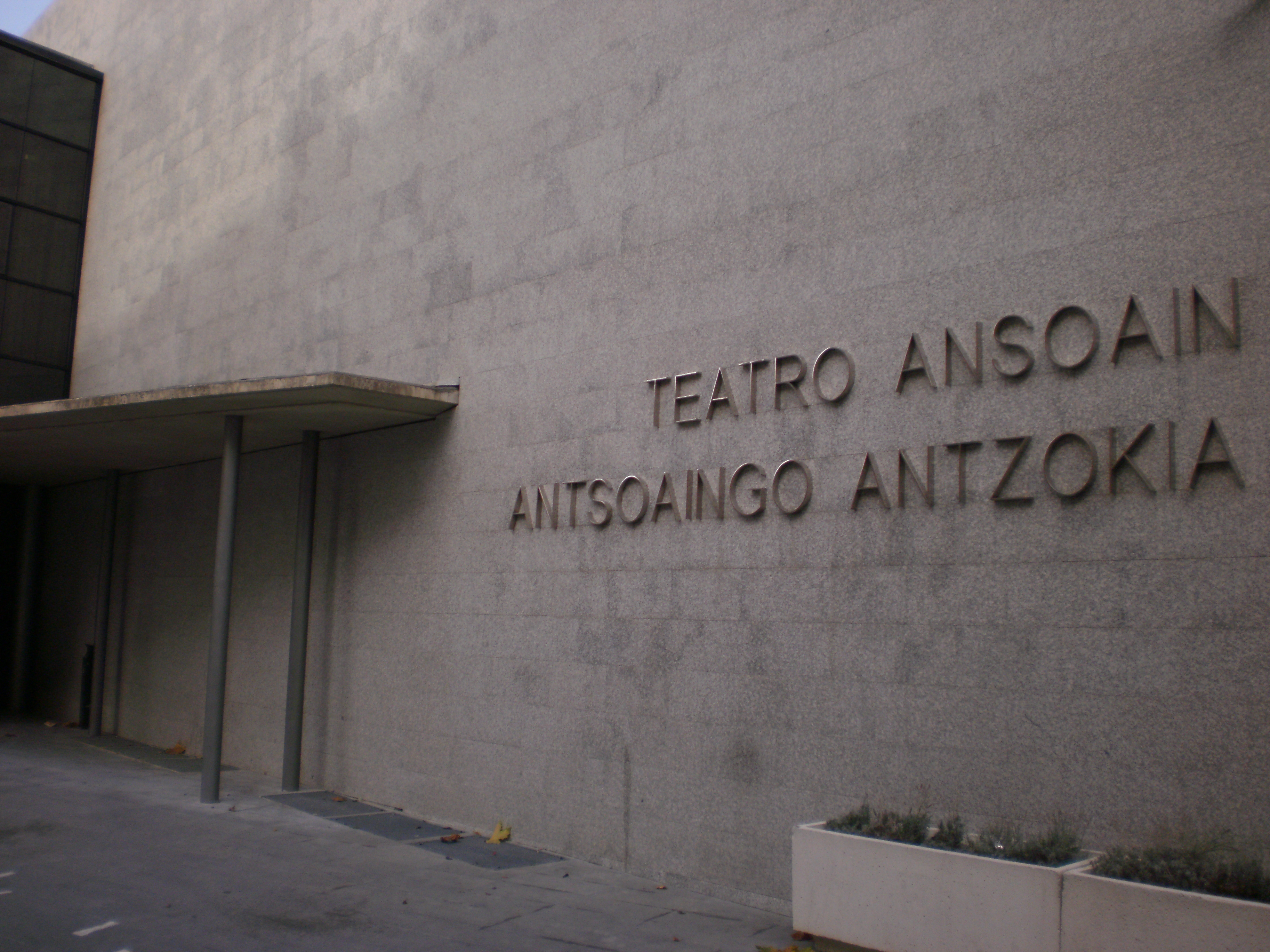
Teatro municipal de Ansoáin

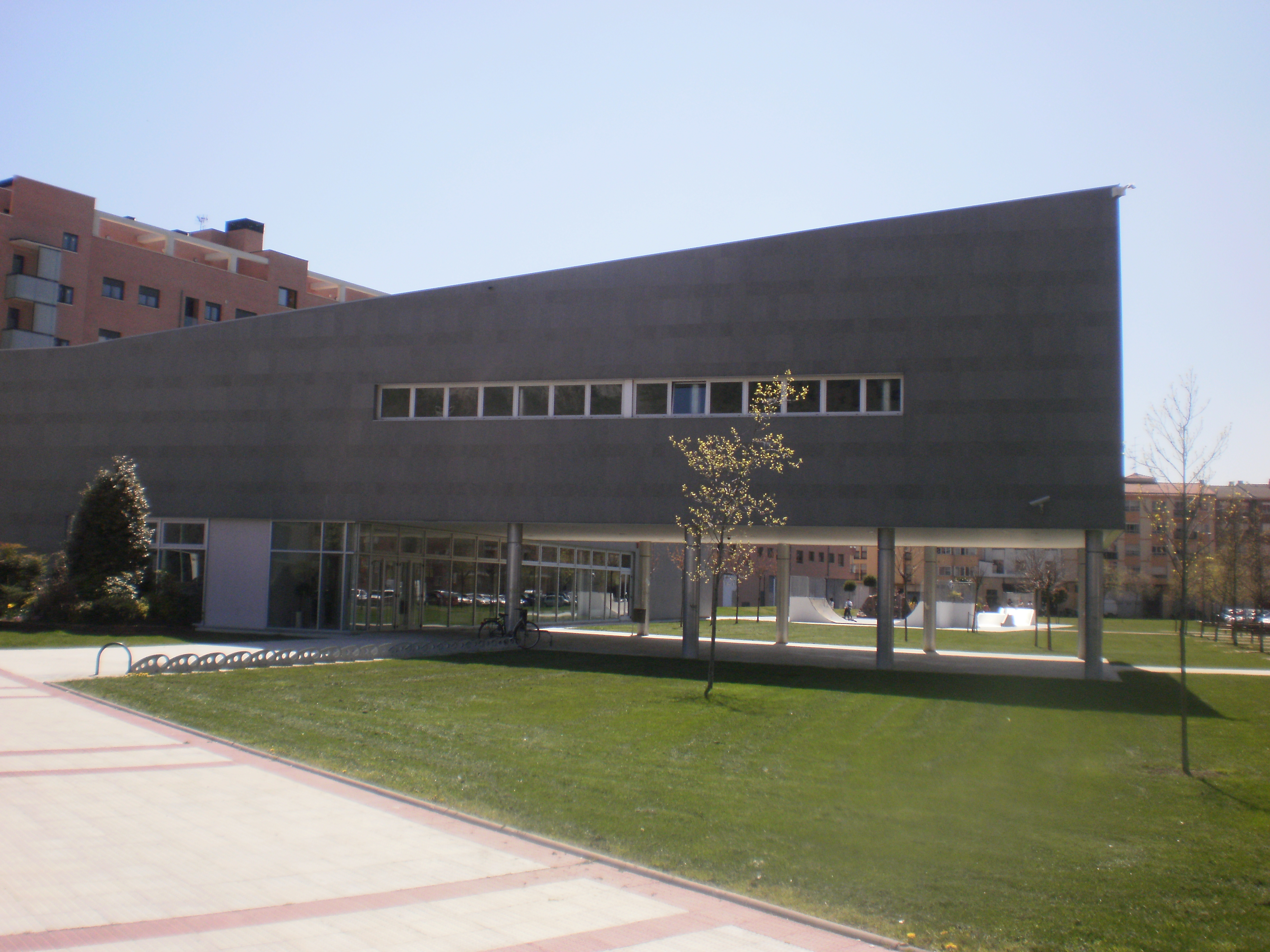
Casa de la juventud de Ansoáin

- Teatro municipal: Está situado entre las calles Hermanos Noáin y Mendikale. Cuenta con un aforo para 294 personas y está dotado de un escenario multifuncional destinado a diferentes tipos de representaciones, además de servir para proyecciones cinematográficas. Está dotado de cabina de control y camerinos. Las representaciones son de lo más variado y entre otras se realizan representaciones teatrales, de danza, cine y conciertos.[99]

Salas de exposiciones
- Sala de exposiciones: En la planta primera del edificio social de la piscina situada en la plaza Consistorial, hay una sala destinada a exposiciones. Las exposiciones se conciertan con el técnico de cultura del ayuntamiento y tienen un horario en invierno de 9:00 a 21:00 de lunes a sábado y de 9:00 a 14:30 los domingos y festivos. El horario de verano es de 10:30 a 20:30.[100]

Centros de uso múltiple
- Centro Cívico: Es un centro ubicado en la calle Ostoki, destinado a actividades sociales, culturales y de ocio además de ser un lugar de fomento de las relaciones sociales entre las personas mayores y la juventud. Sus locales son utilizados también por la Asociación de Pensionistas Ezcaba.[101]
- Casa de la juventud: Es un centro municipal situado en la calle Ezcaba que está destinado a la población de entre 12 y 30 años de edad. Este centro dispone de diferentes servicios entre los que se encuentran: cesión de salas para realizar diversas actividades, sala de ordenadores de uso gratuito, apoyo a iniciativas, sala de juegos donde se puede practicar diversos juegos de mesa, futbolín, ping-pong, etc.; y diversos cursos que se ofertan en función de la demanda.[102]

### Bibliotecas y archivos

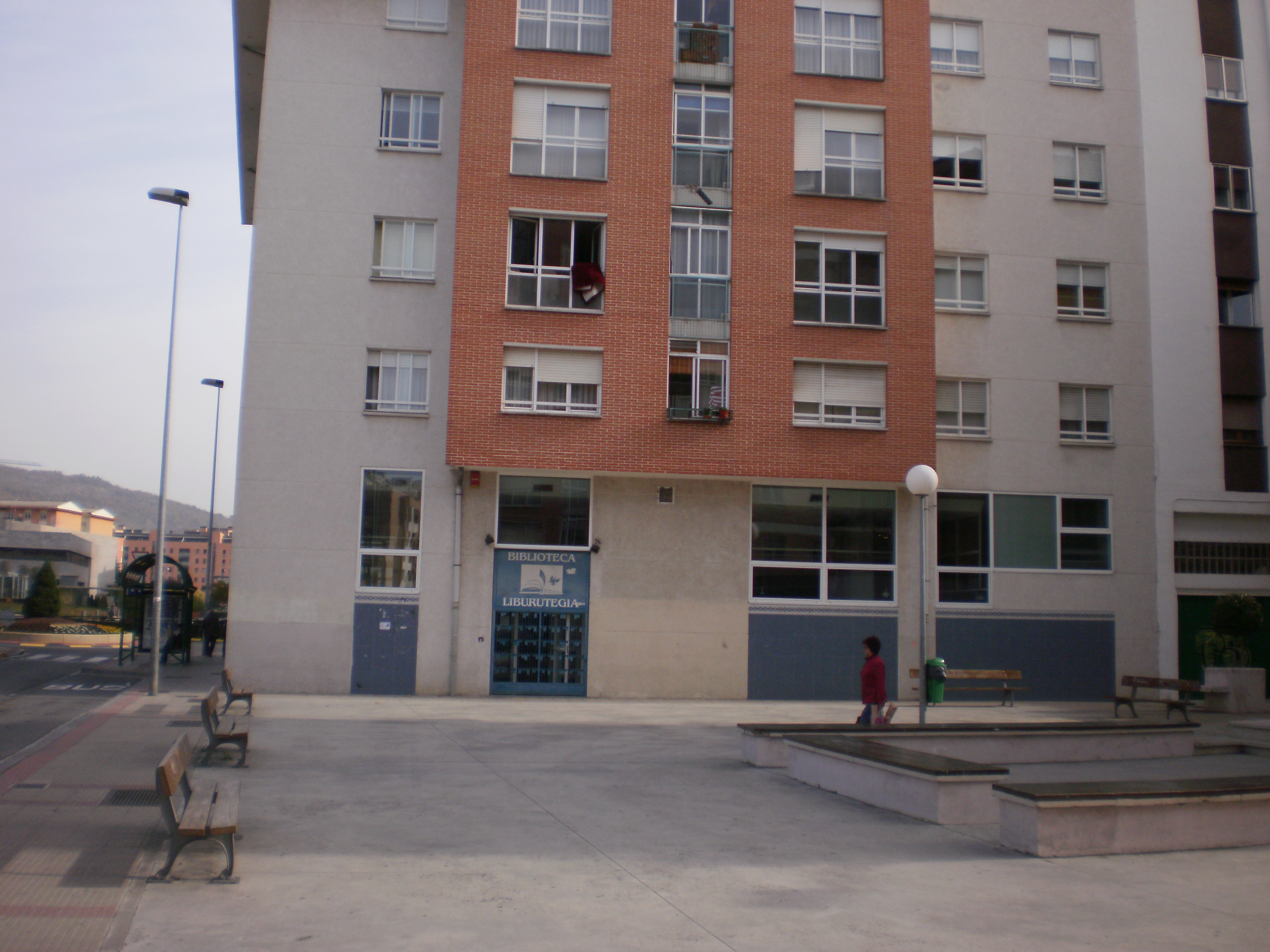
Antigua biblioteca de Ansoáin en la calle Divina Pastora

- Biblioteca Pública de Ansoáin: Es una biblioteca perteneciente a la red de bibliotecas públicas del Gobierno de Navarra, y es mantenida conjuntamente entre el Gobierno de Navarra y el Ayuntamiento de Ansoáin. Fue creada en 1979 en los locales de la calle Mendikale trasladándose a las traseras de la calle Divina Pastora en 1997.[103]

El 13 de junio de 2011 la biblioteca de Ansoáin, estrenó un nuevo local en el edificio de las piscinas municipales. Este local tiene una superficie de 800 m² y cuenta con 218 puestos de lectura repartidos en diferentes espacios como salas de lectura, salas de estudio, grupos, infantil, juvenil, hemeroteca, salón de actos, etc. Dispone de más de 28 000 títulos diferentes entre libros, revistas y obras audiovisuales. Además de ofrecer los servicios de consulta y préstamo, también dispone de 8 equipos informáticos con conexión a internet y ofimática, hemeroteca, servicio de reprografía, servicio de reservas y cuenta con zona WIFI y tomas de corriente en las mesas para la conexión de ordenadores portátiles.

### Fiestas populares
Fiestas patronales
Se celebran el tercer fin de semana de septiembre, comienzan el jueves a las seis de la tarde, con el tradicional "chupinazo" y acaban el domingo. Durante los días de fiesta los actos son de lo más variado y la programación está pensada para las diferentes edades. Entre los actos está la misa en honor de los patrones San Cosme y San Damián.
Otras fiestas
- Día Del Euskera de Ansoáin: se celebra el sábado del siguiente fin de semana a la festividad del 1 de mayo.

- Día de San Juan: Se celebra el 23 de junio (día de San Juan) durante la tarde y la noche con la tradicional hoguera.[105]

- Romería en el Pueblo viejo: Se celebra el último fin de semana de septiembre, en recuerdo de la fecha en que antaño se celebraban las fiestas patronales, que fueron adelantadas. Los actos tienen lugar en el núcleo primitivo del pueblo donde se celebra una misa acompañada de diferentes actos.[105]

- Noviembre Cultura: transcurre entre mediados y finales de noviembre, más o menos. Se programan actividades para el fomento del euskera.

### Idioma
El municipio se encuentra situado en la zona mixta de Navarra según la Ley Foral del Vascuence. La principal lengua hablada por sus habitantes es el castellano. Un 86,39 % de sus habitantes mayores de 2 años en 1996 solo hablaba castellano, el 5,75 % hablaba y entendía correctamente el euskera y el 5,31 % restante entendía o hablaba euskera con dificultad.

### Deporte

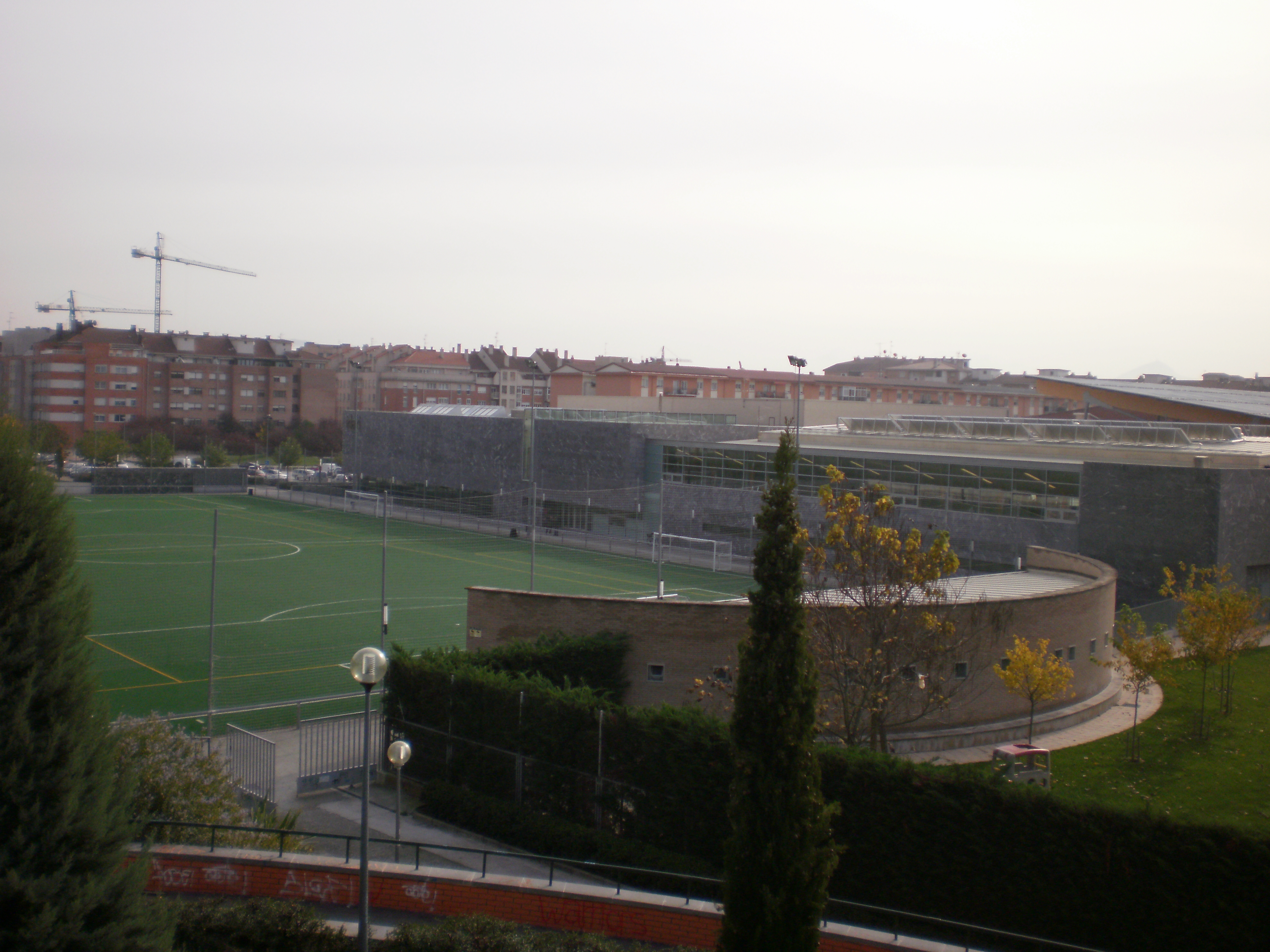
Instalaciones deportivas

#### Clubes y sociedades deportivas
- Patronato Gazte Berria: Es un patronato de fomento del deporte y la cultura del Ayuntamiento de Ansoáin. Entre sus actividades deportivas destacan el fútbol, futbito, baloncesto, pelota, natación, ajedrez, gimnasia rítmica, natación, judo, etc. Cuenta con una local en la calle Mendikale y sus diferentes actividades se desarrollan en las diversas instalaciones deportivas municipales.[108]

#### Instalaciones deportivas
- Piscinas de Ansoáin: Además de una piscina de verano y otra de uso infantil, dispone de una piscina cubierta y climatizada. Sus instalaciones también cuentan con una terraza y un bar-restaurante.[109]

- Centro Hidrotermal Idaki: Son unas instalaciones deportivas y de relax municipales. Cuentan con más de 10 000 m² y entre sus instalaciones deportivas dispone de gimnasios, frontón, rocódromo, polideportivo y varias salas polivalentes para el desarrollo de actividades como judo, aeróbic, baile, etc. Para el relax dispone entre otras instalaciones dispone de termas, saunas, Bañera de hidromasajes, piscinas de hidroterapia y pediluvio.[110]

- Campo de Fútbol: Es un campo de hierba artificial con unas dimensiones de 55 × 95 metros, además de contar con 4 vestuarios. Permite jugar a lo ancho a la vez, 2 partidos de fútbol 7 o 9. Su uso es exclusivo para los entrenamientos del Club Deportivo Gazte Berriak y los partidos oficiales de ligas deportivas de los clubes deportivos del municipio, aunque también existe la posibilidad de ser alquilado.[111]

### Medios de comunicación
Prensa escrita
La localidad cuenta en lo que a prensa escrita se refiere con la revista Ostoki editada por Nabarrería.com y alguna publicación esporádica municipal.
Emisoras de radio
Goza de una abundante cobertura de emisoras de radio de todos los formatos, tanto en onda media (AM) como frecuencia modulada (FM). Dedicadas a la información general hay en la ciudad emisoras de las principales cadenas nacionales: Radio Nacional de España, Cadena SER, Onda Cero, COPE, y Punto Radio. En FM se pueden sintonizar las emisoras eminentemente musicales y otras específicas dedicadas a la información deportiva, local o económica. Además emiten otras de forma irregular: Radio Candela, Radio Fuego, Euskalerria Irratia, Radio Euskadi - Navarra - EITB, Eguzki Irratia, Trak FM.
Televisión
Con la entrada en funcionamiento de la Televisión Digital Terrestre (TDT) se ha multiplicado el número de canales de televisión, tanto generalistas como temáticos y tanto gratis como plataformas de pago a los que pueden acceder los pamploneses. A nivel local, y autonómico funcionan en (2010) las emisoras Popular Televisión, Canal 4 Navarra, Canal 6 Navarra, Canal 4 digital y Canal 6 DOS y próximamente empezarán a funcionar varios canales más.
Internet
El uso creciente de dispositivos tecnológicos, desde los cuales se puede acceder a Internet, las zonas wifi libre que se van creando en la localidad y la posibilidad que ofrece Internet de acceder a todo tipo de medios tanto prensa, radio y televisión han revolucionado el modo que tienen hoy día las personas de acceder a la información general y especializada. A nivel local cabe señalar la página web del Ayuntamiento donde se ofrece a los ciudadanos la información institucional más significativa que afecta a los ansoaindarras.